# Ergebnisse der Shūgiin-Wahl 2024
Diese Liste enthält einzelne Ergebnisse der Shūgiin-Wahl 2024 in Japan nach Wahlkreis: für alle 11 Wahlkreise („Blöcke“) bei der Verhältniswahl alle Stimmenanteile und Sitzzahlen der Parteien/politischen Gruppierungen und alle Wahlsieger, für alle 289 Wahlkreise bei der Mehrheitswahl mit Stimmenanteilen den Sieger, Zweitplatzierten und alle weiteren Kandidaten über 10 % (=Quorum für die Deposit-Rückerstattung und bei Doppelkandidaten Qualifikationshürde für die Verhältniswahl). Neben der nominierenden Partei eines Kandidaten sind Wahlempfehlungen von anderen Parteien aufgeführt (Format: Nominierung – Wahlempfehlungen), sofern diese irgendwo sonst Kandidaten nominiert haben (vgl. flächendeckende Wahlbündnisse in anderen Wahl- und Parteiensystemen).
| Partei                                             | Partei                                             | Sitze vor der Wahl                                 | Verhältniswahl | Verhältniswahl | Verhältniswahl | Mehrheitswahl  | Mehrheitswahl | Mehrheitswahl | Sitze nach der Wahl |
| -------------------------------------------------- | -------------------------------------------------- | -------------------------------------------------- | -------------- | -------------- | -------------- | -------------- | ------------- | ------------- | ------------------- |
| Partei                                             | Partei                                             | Sitze vor der Wahl                                 | Stimmen        | Anteil         | Sitze          | Stimmen        | Anteil        | Sitze         | Sitze nach der Wahl |
|                                                    | Liberaldemokratische Partei (LDP)                  | 247                                                | 14.582.690,000 | 26,7 %         | 59             | 20.867.762,299 | 38,5 %        | 132           | 191                 |
|                                                    | Konstitutionell-Demokratische Partei (KDP)         | 98                                                 | 11.565.122,620 | 21,2 %         | 44             | 15.740.860,279 | 29,0 %        | 104           | 148                 |
|                                                    | Nippon Ishin no Kai (Ishin)                        | 44                                                 | 5.105.127,000  | 9,4 %          | 15             | 6.048.103,652  | 11,2 %        | 23            | 38                  |
|                                                    | Demokratische Volkspartei (DVP)                    | 7                                                  | 6.171.533,489  | 11,3 %         | 17             | 2.349.583,745  | 4,3 %         | 11            | 28                  |
|                                                    | Kōmeitō (Komei)                                    | 32                                                 | 5.964.415,000  | 10,9 %         | 20             | 730.401,000    | 1,4 %         | 4             | 24                  |
|                                                    | Reiwa Shinsengumi (ReiShin)                        | 3                                                  | 3.805.060,000  | 7,0 %          | 9              | 425.445,111    | 0,8 %         | 0             | 9                   |
|                                                    | Kommunistische Partei Japans (KPJ)                 | 10                                                 | 3.362.966,000  | 6,2 %          | 7              | 3.695.806,959  | 6,8 %         | 1             | 8                   |
|                                                    | Sanseitō (Sansei)                                  | 1                                                  | 1.870.347,000  | 3,4 %          | 3              | 1.357.189,159  | 2,5 %         | 0             | 3                   |
|                                                    | Nippon Hoshutō (Hoshu)                             | 0                                                  | 1.145.622,000  | 2,1 %          | 2              | 155.837,000    | 0,3 %         | 1             | 3                   |
|                                                    | Sozialdemokratische Partei (SDP)                   | 1                                                  | 934.598,000    | 1,7 %          | 0              | 283.287,429    | 0,5 %         | 1             | 1                   |
|                                                    | Sonstige (Sonst.)                                  | 0                                                  | 42.239,000     | 0,1 %          | 0              | 73.030,248     | 0,1 %         | 0             | 0                   |
|                                                    | Unabhängige/ohne Parteinominierung (Unabh.)        | 22                                                 | –              | –              | –              | 2.534.571,071  | 4,7 %         | 12            | 12                  |
| Summe (gültige Stimmen)                            | Summe (gültige Stimmen)                            | 465                                                | 54.549.720,109 | 100 %          | 176            | 54.261.877,952 | 100 %         | 289           | 465                 |
| Wahlbeteiligung (von 103.880.749 Wahlberechtigten) | Wahlbeteiligung (von 103.880.749 Wahlberechtigten) | Wahlbeteiligung (von 103.880.749 Wahlberechtigten) | 55.930.901     | 53,84 %        |                | 55.935.743     | 53,85 %       |               |                     |

Zur Erklärung der Nachkommastellen siehe Wahlen in Japan#„Proportionale Bruchteilstimmen“. Die Bruchteilstimmen bei der Verhältniswahl resultieren daraus, dass wie bereits bei den Wahlen 2021 und 2022 sowohl KDP (Rikken Minshutō) als auch DVP (Kokumin Minshutō) mit der Kurzbezeichnung Minshutō (Demokratische Partei) registriert sind und Stimmen für Minshutō auf beide verteilt wurden.

## Parteiabkürzungen
- Regierungsparteien im 102. Kabinett
  - LDP: Jiyūminshutō, Liberaldemokratische Partei
  - Kōmei: Kōmeitō, „Fairnesspartei“
- Oppositionsparteien
  - KDP: Rikken Minshutō, Konstitutionell-Demokratische Partei
  - KPJ: Nihon Kyōsantō, Kommunistische Partei Japans
  - Ishin: Nippon Ishin no Kai, „Vereinigung zur Restauration/Reformation Japan“
  - DVP: Kokumin Minshutō, Demokratische Volkspartei
  - ReiShin: Reiwa Shinsengumi
  - SDP: Shakaiminshutō, Sozialdemokratische Partei
  - Sansei: Sanseitō, „Partizipationspartei“
  - Mintsuku: Minna de tsukuru tō, ~die „Partei, die alle zusammen bauen“
- Bisher nicht im Parlament vertretene Parteien
  - Hoshu: Nippon Hoshutō, „Konservative Partei Japans“
  - Anrakushi: Anrakushi seido o kangaeru kai, „Vereinigung, die über ein Sterbehilfesystem nachdenkt“

## Wahlkreisänderungen
Die 2022 beschlossenen, bei dieser Wahl erstmals wirksamen Änderungen der Wahlkreiseinteilung sind wie folgt dargestellt:
- Tōhoku 13→12: geänderte Wahlkreismagnitude
- Hokkaidō 3 §: geänderte Wahlkreisgrenzen
- Miyagi 6 § (abgeschafft): abgeschaffter Wahlkreis
- Saitama 16 § (neu): neu eingerichteter Wahlkreis

## Verhältniswahl
Netto: Tatsächlich wählbare Verhältniswahlkandidaten nach Streichung siegreicher und disqualifizierter Doppelkandidaten
Anmerkungen:
- Nachkommastellen aus mehrdeutigen Stimmen wurden in diesem Abschnitt grundsätzlich abgerundet.
- Die DVP hatte in zwei Verhältniswahlwahlkreisen nach der Streichung unwählbarer Doppelkandidaten weniger Kandidaten, als sie nach ihren Stimmenanteilen und der D’Hondt-Verteilung erhalten hätte. Die Sitze wurden deshalb an die nächsten Parteien umverteilt, denen nach D’Hondt Sitze zugestanden hätten.[2] Die ursprüngliche Sitzverteilung nach den Stimmenanteilen ist in Klammern angegeben.

| Wahlkreis/„Block“ Präfekturen                                          | Sitzzahl | Bisherige Abgeordnete (Stand: 15. Oktober 2024)                         | Partei           | Partei    | Kandidaten | Kandidaten | Stimmen   | Anteil | Sitze  | Wahlsieger         | Wahlsieger          | Wahlsieger         | Wahlsieger          | Wahlsieger         |   |
| Wahlkreis/„Block“ Präfekturen                                          | Sitzzahl | Bisherige Abgeordnete (Stand: 15. Oktober 2024)                         | Partei           | Partei    | Gesamt     | Netto      | Stimmen   | Anteil | Sitze  | Wahlsieger         | Wahlsieger          | Wahlsieger         | Wahlsieger          | Wahlsieger         |   |
| ---------------------------------------------------------------------- | -------- | ----------------------------------------------------------------------- | ---------------- | --------- | ---------- | ---------- | --------- | ------ | ------ | ------------------ | ------------------- | ------------------ | ------------------- | ------------------ | - |
| Hokkaidō: Hokkaidō                                                     | 8        | LDP 4 KDP 3 Kōmei 1                                                     |                  | KDP       | 15         | 7          | 694.578   | 29,0 % | 3      | Naoko Shinoda      | Masahito Nishikawa  | Eisei Kawaharada   | –                   | –                  |   |
| Hokkaidō: Hokkaidō                                                     | 8        | LDP 4 KDP 3 Kōmei 1                                                     |                  | LDP       | 15         | 12         | 641.127   | 26,8 % | 3      | Yoshitaka Itō      | Hiroyuki Nakamura   | Jun Mukōyama       | –                   | –                  |   |
| Hokkaidō: Hokkaidō                                                     | 8        | LDP 4 KDP 3 Kōmei 1                                                     |                  | Kōmei     | 2          | 2          | 253.344   | 10,6 % | 1      | Hidemichi Satō     | –                   | –                  | –                   | –                  |   |
| Hokkaidō: Hokkaidō                                                     | 8        | LDP 4 KDP 3 Kōmei 1                                                     |                  | DVP       | 1          | 1          | 192.303   | 8,0 %  | 1      | Hidetake Usuki     | –                   | –                  | –                   | –                  |   |
| Hokkaidō: Hokkaidō                                                     | 8        | LDP 4 KDP 3 Kōmei 1                                                     |                  | ReiShin   | 1          | 1          | 177.620   | 7,4 %  | 0      | –                  | –                   | –                  | –                   | –                  |   |
| Hokkaidō: Hokkaidō                                                     | 8        | LDP 4 KDP 3 Kōmei 1                                                     |                  | KPJ       | 2          | 2          | 166.799   | 7,1 %  | 0      | –                  | –                   | –                  | –                   | –                  |   |
| Hokkaidō: Hokkaidō                                                     | 8        | LDP 4 KDP 3 Kōmei 1                                                     |                  | Ishin     | 4          | 2          | 96.954    | 4,0 %  | 0      | –                  | –                   | –                  | –                   | –                  |   |
| Hokkaidō: Hokkaidō                                                     | 8        | LDP 4 KDP 3 Kōmei 1                                                     |                  | Hoshu     | 2          | 2          | 61.903    | 2,6 %  | 0      | –                  | –                   | –                  | –                   | –                  |   |
| Hokkaidō: Hokkaidō                                                     | 8        | LDP 4 KDP 3 Kōmei 1                                                     |                  | Sansei    | 1          | 0          | 57.002    | 2,4 %  | 0      | –                  | –                   | –                  | –                   | –                  |   |
| Hokkaidō: Hokkaidō                                                     | 8        | LDP 4 KDP 3 Kōmei 1                                                     |                  | SDP       | 1          | 1          | 31.134    | 1,3 %  | 0      | –                  | –                   | –                  | –                   | –                  |   |
| Hokkaidō: Hokkaidō                                                     | 8        | LDP 4 KDP 3 Kōmei 1                                                     |                  | Anrakushi | 2          | 2          | 18.455    | 0,8 %  | 0      | –                  | –                   | –                  | –                   | –                  |   |
| Tōhoku: Aomori Iwate Miyagi Akita Yamagata Fukushima                   | 13→12    | LDP 5 KDP 4 Kōmei 1 KPJ 1 Ishin 1 Unabh. 1                              |                  | LDP       | 19         | 13         | 1.188.975 | 31,4 % | 5      | Akinori Eto        | Chisato Morishita   | Junji Fukuhara     | Nobuhide Minorikawa | Taku Nemoto        |   |
| Tōhoku: Aomori Iwate Miyagi Akita Yamagata Fukushima                   | 13→12    | LDP 5 KDP 4 Kōmei 1 KPJ 1 Ishin 1 Unabh. 1                              |                  | KDP       | 21         | 10         | 993.007   | 26,3 % | 4      | Yūki Baba          | Manabu Terata       | Sekio Masuta       | Yūki Saitō          | –                  |   |
| Tōhoku: Aomori Iwate Miyagi Akita Yamagata Fukushima                   | 13→12    | LDP 5 KDP 4 Kōmei 1 KPJ 1 Ishin 1 Unabh. 1                              |                  | DVP       | 3          | 2          | 396.991   | 10,5 % | 1      | Daijirō Kikuchi    | –                   | –                  | –                   | –                  |   |
| Tōhoku: Aomori Iwate Miyagi Akita Yamagata Fukushima                   | 13→12    | LDP 5 KDP 4 Kōmei 1 KPJ 1 Ishin 1 Unabh. 1                              |                  | Kōmei     | 3          | 3          | 367.341   | 9,7 %  | 1      | Ken’ichi Shōji     | –                   | –                  | –                   | –                  |   |
| Tōhoku: Aomori Iwate Miyagi Akita Yamagata Fukushima                   | 13→12    | LDP 5 KDP 4 Kōmei 1 KPJ 1 Ishin 1 Unabh. 1                              |                  | ReiShin   | 3          | 1          | 271.855   | 7,2 %  | 1      | Wakako Sawara      | –                   | –                  | –                   | –                  |   |
| Tōhoku: Aomori Iwate Miyagi Akita Yamagata Fukushima                   | 13→12    | LDP 5 KDP 4 Kōmei 1 KPJ 1 Ishin 1 Unabh. 1                              |                  | KPJ       | 3          | 3          | 223.409   | 5,9 %  | 0      | –                  | –                   | –                  | –                   | –                  |   |
| Tōhoku: Aomori Iwate Miyagi Akita Yamagata Fukushima                   | 13→12    | LDP 5 KDP 4 Kōmei 1 KPJ 1 Ishin 1 Unabh. 1                              |                  | Ishin     | 6          | 4          | 165.697   | 4,4 %  | 0      | –                  | –                   | –                  | –                   | –                  |   |
| Tōhoku: Aomori Iwate Miyagi Akita Yamagata Fukushima                   | 13→12    | LDP 5 KDP 4 Kōmei 1 KPJ 1 Ishin 1 Unabh. 1                              |                  | Sansei    | 1          | 1          | 94.354    | 2,5 %  | 0      | –                  | –                   | –                  | –                   | –                  |   |
| Tōhoku: Aomori Iwate Miyagi Akita Yamagata Fukushima                   | 13→12    | LDP 5 KDP 4 Kōmei 1 KPJ 1 Ishin 1 Unabh. 1                              |                  | SDP       | 1          | 1          | 79.484    | 2,1 %  | 0      | –                  | –                   | –                  | –                   | –                  |   |
| Nord-Kantō (Kita-Kantō): Ibaraki Tochigi Gunma Saitama                 | 19       | LDP 6 KDP 5 Kōmei 3 Ishin 2 KPJ 1 DVP 1 Unabh. 1                        |                  | LDP       | 36         | 21         | 1.603.644 | 27,5 % | 7      | Hideyuki Nakano    | Ayano Kunimitsu     | Keiko Nagaoka      | Yoshinori Tadokoro  | Tsutomu Satō       |   |
| Nord-Kantō (Kita-Kantō): Ibaraki Tochigi Gunma Saitama                 | 19       | LDP 6 KDP 5 Kōmei 3 Ishin 2 KPJ 1 DVP 1 Unabh. 1                        | Kiyoshi Igarashi | LDP       | 36         | 21         | 1.603.644 | 27,5 % | 7      | Atsushi Nonaka     | –                   | –                  | –                   |                    |   |
| Nord-Kantō (Kita-Kantō): Ibaraki Tochigi Gunma Saitama                 | 19       | LDP 6 KDP 5 Kōmei 3 Ishin 2 KPJ 1 DVP 1 Unabh. 1                        |                  | KDP       | 25         | 16         | 1.283.911 | 22,0 % | 5      | Kaichi Hasegawa    | Kōichi Takemasa     | Sōta Misumi        | Chiharu Takeuchi    | Tomoko Ichiki      |   |
| Nord-Kantō (Kita-Kantō): Ibaraki Tochigi Gunma Saitama                 | 19       | LDP 6 KDP 5 Kōmei 3 Ishin 2 KPJ 1 DVP 1 Unabh. 1                        |                  | DVP       | 4          | 1          | 686.080   | 11,8 % | (2→) 1 | Mitsuhiro Kishida  | –                   | –                  | –                   | –                  |   |
| Nord-Kantō (Kita-Kantō): Ibaraki Tochigi Gunma Saitama                 | 19       | LDP 6 KDP 5 Kōmei 3 Ishin 2 KPJ 1 DVP 1 Unabh. 1                        |                  | Kōmei     | 4          | 4          | 674.694   | 11,6 % | (2→) 3 | Keiichi Koshimizu  | Takahiro Fukushige  | Ryōji Yamaguchi    | –                   | –                  |   |
| Nord-Kantō (Kita-Kantō): Ibaraki Tochigi Gunma Saitama                 | 19       | LDP 6 KDP 5 Kōmei 3 Ishin 2 KPJ 1 DVP 1 Unabh. 1                        |                  | ReiShin   | 3          | 3          | 419.511   | 7,2 %  | 1      | Takashi Takai      | –                   | –                  | –                   | –                  |   |
| Nord-Kantō (Kita-Kantō): Ibaraki Tochigi Gunma Saitama                 | 19       | LDP 6 KDP 5 Kōmei 3 Ishin 2 KPJ 1 DVP 1 Unabh. 1                        |                  | Ishin     | 19         | 18         | 391.136   | 6,7 %  | 1      | Hideaki Takahashi  | –                   | –                  | –                   | –                  |   |
| Nord-Kantō (Kita-Kantō): Ibaraki Tochigi Gunma Saitama                 | 19       | LDP 6 KDP 5 Kōmei 3 Ishin 2 KPJ 1 DVP 1 Unabh. 1                        |                  | KPJ       | 3          | 2          | 354.915   | 6,1 %  | 1      | Tetsuya Shiokawa   | –                   | –                  | –                   | –                  |   |
| Nord-Kantō (Kita-Kantō): Ibaraki Tochigi Gunma Saitama                 | 19       | LDP 6 KDP 5 Kōmei 3 Ishin 2 KPJ 1 DVP 1 Unabh. 1                        |                  | Sansei    | 1          | 1          | 175.559   | 3,0 %  | 0      | –                  | –                   | –                  | –                   | –                  |   |
| Nord-Kantō (Kita-Kantō): Ibaraki Tochigi Gunma Saitama                 | 19       | LDP 6 KDP 5 Kōmei 3 Ishin 2 KPJ 1 DVP 1 Unabh. 1                        |                  | Hoshu     | 4          | 4          | 146.728   | 2,5 %  | 0      | –                  | –                   | –                  | –                   | –                  |   |
| Nord-Kantō (Kita-Kantō): Ibaraki Tochigi Gunma Saitama                 | 19       | LDP 6 KDP 5 Kōmei 3 Ishin 2 KPJ 1 DVP 1 Unabh. 1                        |                  | SDP       | 1          | 1          | 87.247    | 1,5 %  | 0      | –                  | –                   | –                  | –                   | –                  |   |
| Tokio: Tokio                                                           | 17→19    | LDP 5 KDP 4 Ishin 2 Kōmei 2 KPJ 2 ReiShin 1 Unabh. 1                    |                  | LDP       | 29         | 18         | 1.498.632 | 23,6 % | 5      | Takao Andō         | Tatsuya Itō         | Yōhei Matsumoto    | Kōki Ōzora          | Akihisa Nagashima  |   |
| Tokio: Tokio                                                           | 17→19    | LDP 5 KDP 4 Ishin 2 Kōmei 2 KPJ 2 ReiShin 1 Unabh. 1                    |                  | KDP       | 25         | 10         | 1.298.166 | 20,5 % | 5      | Yōsuke Suzuki      | Reiko Matsushita    | Yoshifu Arita      | Yumiko Abe          | Katsuyuki Shibata  |   |
| Tokio: Tokio                                                           | 17→19    | LDP 5 KDP 4 Ishin 2 Kōmei 2 KPJ 2 ReiShin 1 Unabh. 1                    |                  | DVP       | 11         | 11         | 945.460   | 14,9 % | 3      | Yoriko Madoka      | Yōsuke Mori         | Kiichirō Hatoyama  | –                   | –                  | – |
| Tokio: Tokio                                                           | 17→19    | LDP 5 KDP 4 Ishin 2 Kōmei 2 KPJ 2 ReiShin 1 Unabh. 1                    |                  | Kōmei     | 4          | 4          | 573.191   | 9,0 %  | 2      | Kōichi Kasai       | Eriko Ōmori         | –                  | –                   | –                  |   |
| Tokio: Tokio                                                           | 17→19    | LDP 5 KDP 4 Ishin 2 Kōmei 2 KPJ 2 ReiShin 1 Unabh. 1                    |                  | Ishin     | 22         | 19         | 516.610   | 8,1 %  | 2      | Tsukasa Abe        | Sachiko Inokuchi    | –                  | –                   | –                  |   |
| Tokio: Tokio                                                           | 17→19    | LDP 5 KDP 4 Ishin 2 Kōmei 2 KPJ 2 ReiShin 1 Unabh. 1                    |                  | KPJ       | 5          | 5          | 498.565   | 7,9 %  | 1      | Tomoko Tamura      | –                   | –                  | –                   | –                  |   |
| Tokio: Tokio                                                           | 17→19    | LDP 5 KDP 4 Ishin 2 Kōmei 2 KPJ 2 ReiShin 1 Unabh. 1                    |                  | ReiShin   | 4          | 4          | 451.865   | 7,1 %  | 1      | Mari Kushibuchi    | –                   | –                  | –                   | –                  |   |
| Tokio: Tokio                                                           | 17→19    | LDP 5 KDP 4 Ishin 2 Kōmei 2 KPJ 2 ReiShin 1 Unabh. 1                    |                  | Sansei    | 3          | 1          | 237.271   | 3,7 %  | 0      | –                  | –                   | –                  | –                   | –                  |   |
| Tokio: Tokio                                                           | 17→19    | LDP 5 KDP 4 Ishin 2 Kōmei 2 KPJ 2 ReiShin 1 Unabh. 1                    |                  | Hoshu     | 4          | 4          | 201.770   | 3,2 %  | 0      | –                  | –                   | –                  | –                   | –                  |   |
| Tokio: Tokio                                                           | 17→19    | LDP 5 KDP 4 Ishin 2 Kōmei 2 KPJ 2 ReiShin 1 Unabh. 1                    |                  | SDP       | 1          | 1          | 96.302    | 1,5 %  | 0      | –                  | –                   | –                  | –                   | –                  |   |
| Tokio: Tokio                                                           | 17→19    | LDP 5 KDP 4 Ishin 2 Kōmei 2 KPJ 2 ReiShin 1 Unabh. 1                    |                  | Mintsuku  | 1          | 0          | 23.784    | 0,4 %  | 0      | –                  | –                   | –                  | –                   | –                  |   |
| Süd-Kantō (Minami-Kantō): Chiba Kanagawa Yamanashi                     | 22→23    | LDP 8 KDP 5 Ishin 3 Kōmei 2 KPJ 1 ReiShin 1 Sansei 1 Unabh. 1           |                  | LDP       | 31         | 19         | 1.822.230 | 25,4 % | 7      | Naoki Furukawa     | Shin’ichi Nakatani  | Arfiya Eri         | Keisuke Suzuki      | Hidehiro Mitani    |   |
| Süd-Kantō (Minami-Kantō): Chiba Kanagawa Yamanashi                     | 22→23    | LDP 8 KDP 5 Ishin 3 Kōmei 2 KPJ 1 ReiShin 1 Sansei 1 Unabh. 1           | Tsuyoshi Hoshino | LDP       | 31         | 19         | 1.822.230 | 25,4 % | 7      | Daishirō Yamagiwa  | –                   | –                  | –                   |                    |   |
| Süd-Kantō (Minami-Kantō): Chiba Kanagawa Yamanashi                     | 22→23    | LDP 8 KDP 5 Ishin 3 Kōmei 2 KPJ 1 ReiShin 1 Sansei 1 Unabh. 1           |                  | KDP       | 32         | 15         | 1.700.535 | 23,7 % | 6      | Hajime Yatagawa    | Naomi Sasaki        | Shin Miyakawa      | Kazumasa Okajima    | Yoshihiro Nagatomo |   |
| Süd-Kantō (Minami-Kantō): Chiba Kanagawa Yamanashi                     | 22→23    | LDP 8 KDP 5 Ishin 3 Kōmei 2 KPJ 1 ReiShin 1 Sansei 1 Unabh. 1           | Makoto Yamazaki  | KDP       | 32         | 15         | 1.700.535 | 23,7 % | 6      | –                  | –                   | –                  | –                   |                    |   |
| Süd-Kantō (Minami-Kantō): Chiba Kanagawa Yamanashi                     | 22→23    | LDP 8 KDP 5 Ishin 3 Kōmei 2 KPJ 1 ReiShin 1 Sansei 1 Unabh. 1           |                  | DVP       | 4          | 4          | 907.123   | 12,6 % | 3      | Jesus Fukasaku     | Junko Okano         | Yoshitaka Nishioka | –                   | –                  |   |
| Süd-Kantō (Minami-Kantō): Chiba Kanagawa Yamanashi                     | 22→23    | LDP 8 KDP 5 Ishin 3 Kōmei 2 KPJ 1 ReiShin 1 Sansei 1 Unabh. 1           |                  | Kōmei     | 4          | 4          | 729.980   | 10,2 % | 2      | Hideto Tsunoda     | Mitsuko Numazaki    | –                  | –                   | –                  |   |
| Süd-Kantō (Minami-Kantō): Chiba Kanagawa Yamanashi                     | 22→23    | LDP 8 KDP 5 Ishin 3 Kōmei 2 KPJ 1 ReiShin 1 Sansei 1 Unabh. 1           |                  | Ishin     | 22         | 18         | 536.161   | 7,5 %  | 2      | Ryūna Kanemura     | Kenta Fujimaki      | –                  | –                   | –                  |   |
| Süd-Kantō (Minami-Kantō): Chiba Kanagawa Yamanashi                     | 22→23    | LDP 8 KDP 5 Ishin 3 Kōmei 2 KPJ 1 ReiShin 1 Sansei 1 Unabh. 1           |                  | ReiShin   | 4          | 3          | 472.519   | 6,6 %  | 1      | Ryō Tagaya         | –                   | –                  | –                   | –                  |   |
| Süd-Kantō (Minami-Kantō): Chiba Kanagawa Yamanashi                     | 22→23    | LDP 8 KDP 5 Ishin 3 Kōmei 2 KPJ 1 ReiShin 1 Sansei 1 Unabh. 1           |                  | KPJ       | 4          | 3          | 437.724   | 6,1 %  | 1      | Kazuo Shii         | –                   | –                  | –                   | –                  |   |
| Süd-Kantō (Minami-Kantō): Chiba Kanagawa Yamanashi                     | 22→23    | LDP 8 KDP 5 Ishin 3 Kōmei 2 KPJ 1 ReiShin 1 Sansei 1 Unabh. 1           |                  | Sansei    | 3          | 2          | 267.145   | 3,7 %  | 1      | Atsushi Suzuki     | –                   | –                  | –                   | –                  |   |
| Süd-Kantō (Minami-Kantō): Chiba Kanagawa Yamanashi                     | 22→23    | LDP 8 KDP 5 Ishin 3 Kōmei 2 KPJ 1 ReiShin 1 Sansei 1 Unabh. 1           |                  | Hoshu     | 5          | 5          | 191.169   | 2,7 %  | 0      | –                  | –                   | –                  | –                   | –                  |   |
| Süd-Kantō (Minami-Kantō): Chiba Kanagawa Yamanashi                     | 22→23    | LDP 8 KDP 5 Ishin 3 Kōmei 2 KPJ 1 ReiShin 1 Sansei 1 Unabh. 1           |                  | SDP       | 2          | 1          | 109.959   | 1,5 %  | 0      | –                  | –                   | –                  | –                   | –                  |   |
| Hokuriku-Shin’etsu: Niigata Toyama Ishikawa Fukui Nagano               | 11→10    | LDP 6 KDP 3 Kōmei 1 Unabh. 1                                            |                  | LDP       | 19         | 16         | 1.053.516 | 32,3 % | 4      | Isato Kunisada     | Hiroaki Saitō       | Yōsei Ide          | Shōji Nishida       | –                  |   |
| Hokuriku-Shin’etsu: Niigata Toyama Ishikawa Fukui Nagano               | 11→10    | LDP 6 KDP 3 Kōmei 1 Unabh. 1                                            |                  | KDP       | 17         | 7          | 818.773   | 25,1 % | 3      | Toshihiro Yama     | Junta Fukuda        | Tsubasa Hatano     | –                   | –                  |   |
| Hokuriku-Shin’etsu: Niigata Toyama Ishikawa Fukui Nagano               | 11→10    | LDP 6 KDP 3 Kōmei 1 Unabh. 1                                            |                  | DVP       | 2          | 2          | 341.114   | 10,5 % | 1      | Kai Odake          | –                   | –                  | –                   | –                  |   |
| Hokuriku-Shin’etsu: Niigata Toyama Ishikawa Fukui Nagano               | 11→10    | LDP 6 KDP 3 Kōmei 1 Unabh. 1                                            |                  | Kōmei     | 2          | 2          | 258.634   | 7,9 %  | 1      | Hiromasa Nakagawa  | –                   | –                  | –                   | –                  |   |
| Hokuriku-Shin’etsu: Niigata Toyama Ishikawa Fukui Nagano               | 11→10    | LDP 6 KDP 3 Kōmei 1 Unabh. 1                                            |                  | Ishin     | 8          | 5          | 228.617   | 7,0 %  | 1      | Takeshi Saiki      | –                   | –                  | –                   | –                  |   |
| Hokuriku-Shin’etsu: Niigata Toyama Ishikawa Fukui Nagano               | 11→10    | LDP 6 KDP 3 Kōmei 1 Unabh. 1                                            |                  | ReiShin   | 1          | 1          | 216.659   | 6,6 %  | 0      | –                  | –                   | –                  | –                   | –                  |   |
| Hokuriku-Shin’etsu: Niigata Toyama Ishikawa Fukui Nagano               | 11→10    | LDP 6 KDP 3 Kōmei 1 Unabh. 1                                            |                  | KPJ       | 2          | 2          | 181.910   | 5,6 %  | 0      | –                  | –                   | –                  | –                   | –                  |   |
| Hokuriku-Shin’etsu: Niigata Toyama Ishikawa Fukui Nagano               | 11→10    | LDP 6 KDP 3 Kōmei 1 Unabh. 1                                            |                  | Sansei    | 1          | 1          | 100.050   | 3,1 %  | 0      | –                  | –                   | –                  | –                   | –                  |   |
| Hokuriku-Shin’etsu: Niigata Toyama Ishikawa Fukui Nagano               | 11→10    | LDP 6 KDP 3 Kōmei 1 Unabh. 1                                            |                  | SDP       | 1          | 1          | 61.928    | 1,9 %  | 0      | –                  | –                   | –                  | –                   | –                  |   |
| Tōkai: Gifu Shizuoka Aichi Mie                                         | 21       | LDP 6 KDP 5 Kōmei 3 Ishin 2 KPJ 1 DVP 1 Unabh. 3                        |                  | LDP       | 35         | 24         | 1.717.737 | 26,4 % | (6→) 7 | Shinji Wakayama    | Yōichi Fukazawa     | Takaaki Katsumata  | Hideto Kawasaki     | Yasumasa Nagasaki  |   |
| Tōkai: Gifu Shizuoka Aichi Mie                                         | 21       | LDP 6 KDP 5 Kōmei 3 Ishin 2 KPJ 1 DVP 1 Unabh. 3                        | Shōzō Kudō       | LDP       | 35         | 24         | 1.717.737 | 26,4 % | (6→) 7 | Tadahiko Itō       | –                   | –                  | –                   |                    |   |
| Tōkai: Gifu Shizuoka Aichi Mie                                         | 21       | LDP 6 KDP 5 Kōmei 3 Ishin 2 KPJ 1 DVP 1 Unabh. 3                        |                  | KDP       | 27         | 14         | 1.474.091 | 22,6 % | (5→) 6 | Isao Matsuda       | Satoshi Mano        | Rie Ōtake          | Takeyuki Suzuki     | Chiho Koyama       |   |
| Tōkai: Gifu Shizuoka Aichi Mie                                         | 21       | LDP 6 KDP 5 Kōmei 3 Ishin 2 KPJ 1 DVP 1 Unabh. 3                        | Wakako Fukumori  | KDP       | 27         | 14         | 1.474.091 | 22,6 % | (5→) 6 | –                  | –                   | –                  | –                   |                    |   |
| Tōkai: Gifu Shizuoka Aichi Mie                                         | 21       | LDP 6 KDP 5 Kōmei 3 Ishin 2 KPJ 1 DVP 1 Unabh. 3                        |                  | DVP       | 6          | 1          | 856.909   | 13,2 % | (3→) 1 | Akihiro Senda      | –                   | –                  | –                   | –                  |   |
| Tōkai: Gifu Shizuoka Aichi Mie                                         | 21       | LDP 6 KDP 5 Kōmei 3 Ishin 2 KPJ 1 DVP 1 Unabh. 3                        |                  | Kōmei     | 4          | 4          | 665.939   | 10,2 % | 2      | Yasuhiro Nakagawa  | Katsuhide Nishizono | –                  | –                   | –                  |   |
| Tōkai: Gifu Shizuoka Aichi Mie                                         | 21       | LDP 6 KDP 5 Kōmei 3 Ishin 2 KPJ 1 DVP 1 Unabh. 3                        |                  | ReiShin   | 5          | 3          | 506.112   | 7,8 %  | 2      | Naoto Sakaguchi    | Hideaki Uemura      | –                  | –                   | –                  |   |
| Tōkai: Gifu Shizuoka Aichi Mie                                         | 21       | LDP 6 KDP 5 Kōmei 3 Ishin 2 KPJ 1 DVP 1 Unabh. 3                        |                  | Ishin     | 14         | 10         | 427.368   | 6,6 %  | 1      | Kazumi Sugimoto    | –                   | –                  | –                   | –                  |   |
| Tōkai: Gifu Shizuoka Aichi Mie                                         | 21       | LDP 6 KDP 5 Kōmei 3 Ishin 2 KPJ 1 DVP 1 Unabh. 3                        |                  | KPJ       | 3          | 3          | 334.599   | 5,1 %  | 1      | Nobuko Motomura    | –                   | –                  | –                   | –                  |   |
| Tōkai: Gifu Shizuoka Aichi Mie                                         | 21       | LDP 6 KDP 5 Kōmei 3 Ishin 2 KPJ 1 DVP 1 Unabh. 3                        |                  | Hoshu     | 5          | 5          | 255.726   | 3,9 %  | 1      | Yūko Takegami      | –                   | –                  | –                   | –                  |   |
| Tōkai: Gifu Shizuoka Aichi Mie                                         | 21       | LDP 6 KDP 5 Kōmei 3 Ishin 2 KPJ 1 DVP 1 Unabh. 3                        |                  | Sansei    | 1          | 1          | 179.069   | 2,8 %  | 0      | –                  | –                   | –                  | –                   | –                  |   |
| Tōkai: Gifu Shizuoka Aichi Mie                                         | 21       | LDP 6 KDP 5 Kōmei 3 Ishin 2 KPJ 1 DVP 1 Unabh. 3                        |                  | SDP       | 1          | 1          | 90.708    | 1,4 %  | 0      | –                  | –                   | –                  | –                   | –                  |   |
| Kinki: Shiga Kyōto Osaka Hyōgo Nara Wakayama                           | 28       | Ishin 12 LDP 8 Kōmei 3 KDP 2 KPJ 2 ReiShin 1                            |                  | Ishin     | 25         | 22         | 2.069.796 | 23,3 % | 7      | Yumi Hayashi       | Kee Miki            | Junko Tokuyasu     | Kōtarō Ikehata      | Kōichirō Ichimura  |   |
| Kinki: Shiga Kyōto Osaka Hyōgo Nara Wakayama                           | 28       | Ishin 12 LDP 8 Kōmei 3 KDP 2 KPJ 2 ReiShin 1                            | Yūichirō Wada    | Ishin     | 25         | 22         | 2.069.796 | 23,3 % | 7      | Keishi Abe         | –                   | –                  | –                   |                    |   |
| Kinki: Shiga Kyōto Osaka Hyōgo Nara Wakayama                           | 28       | Ishin 12 LDP 8 Kōmei 3 KDP 2 KPJ 2 ReiShin 1                            |                  | LDP       | 38         | 26         | 1.837.859 | 20,7 % | 6      | Hiroo Kotera       | Masatoshi Ishida    | Toshitaka Ōoka     | Masaki Ōgushi       | Shigeki Kobayashi  |   |
| Kinki: Shiga Kyōto Osaka Hyōgo Nara Wakayama                           | 28       | Ishin 12 LDP 8 Kōmei 3 KDP 2 KPJ 2 ReiShin 1                            | Tomoaki Shimada  | LDP       | 38         | 26         | 1.837.859 | 20,7 % | 6      | –                  | –                   | –                  | –                   |                    |   |
| Kinki: Shiga Kyōto Osaka Hyōgo Nara Wakayama                           | 28       | Ishin 12 LDP 8 Kōmei 3 KDP 2 KPJ 2 ReiShin 1                            |                  | KDP       | 27         | 22         | 1.247.328 | 14,1 % | 4      | Hiroyuki Moriyama  | Keigo Hashimoto     | Satoru Okada       | Kanako Otsuji       | –                  |   |
| Kinki: Shiga Kyōto Osaka Hyōgo Nara Wakayama                           | 28       | Ishin 12 LDP 8 Kōmei 3 KDP 2 KPJ 2 ReiShin 1                            |                  | Kōmei     | 5          | 5          | 1.030.324 | 11,6 % | 3      | Yuzuru Takeuchi    | Tomoko Ukishima     | Yōko Wanibuchi     | –                   | –                  |   |
| Kinki: Shiga Kyōto Osaka Hyōgo Nara Wakayama                           | 28       | Ishin 12 LDP 8 Kōmei 3 KDP 2 KPJ 2 ReiShin 1                            |                  | DVP       | 2          | 2          | 739.441   | 8,3 %  | 2      | Kōichi Mukoyama    | Masaki Hiraiwa      | –                  | –                   | –                  |   |
| Kinki: Shiga Kyōto Osaka Hyōgo Nara Wakayama                           | 28       | Ishin 12 LDP 8 Kōmei 3 KDP 2 KPJ 2 ReiShin 1                            |                  | KPJ       | 5          | 5          | 649.195   | 7,3 %  | 2      | Kōtarō Tatsumi     | Akiko Horikawa      | –                  | –                   | –                  |   |
| Kinki: Shiga Kyōto Osaka Hyōgo Nara Wakayama                           | 28       | Ishin 12 LDP 8 Kōmei 3 KDP 2 KPJ 2 ReiShin 1                            |                  | ReiShin   | 5          | 4          | 557.899   | 6,3 %  | 2      | Akiko Ōishi        | Ai Yahata           | –                  | –                   | –                  |   |
| Kinki: Shiga Kyōto Osaka Hyōgo Nara Wakayama                           | 28       | Ishin 12 LDP 8 Kōmei 3 KDP 2 KPJ 2 ReiShin 1                            |                  | Sansei    | 5          | 2          | 350.211   | 3,9 %  | 1      | Yūko Kitano        | –                   | –                  | –                   | –                  |   |
| Kinki: Shiga Kyōto Osaka Hyōgo Nara Wakayama                           | 28       | Ishin 12 LDP 8 Kōmei 3 KDP 2 KPJ 2 ReiShin 1                            |                  | Hoshu     | 6          | 6          | 288.326   | 3,3 %  | 1      | Yōichi Shimada     | –                   | –                  | –                   | –                  |   |
| Kinki: Shiga Kyōto Osaka Hyōgo Nara Wakayama                           | 28       | Ishin 12 LDP 8 Kōmei 3 KDP 2 KPJ 2 ReiShin 1                            |                  | SDP       | 1          | 1          | 99.161    | 1,1 %  | 0      | –                  | –                   | –                  | –                   | –                  |   |
| Chūgoku: Tottori Shimane Okayama Hiroshima Yamaguchi                   | 11→10    | LDP 6 KDP 2 Kōmei 2 Ishin 1                                             |                  | LDP       | 19         | 10         | 1.056.320 | 35,9 % | 5      | Masayoshi Shintani | Shōjirō Hiranuma    | Rintarō Ishibashi  | Shinji Yoshida      | Minoru Terada      |   |
| Chūgoku: Tottori Shimane Okayama Hiroshima Yamaguchi                   | 11→10    | LDP 6 KDP 2 Kōmei 2 Ishin 1                                             |                  | KDP       | 16         | 12         | 572.599   | 19,5 % | 3      | Hideo Hiraoka      | Keisuke Tsumura     | Katsuya Azuma      | –                   | –                  |   |
| Chūgoku: Tottori Shimane Okayama Hiroshima Yamaguchi                   | 11→10    | LDP 6 KDP 2 Kōmei 2 Ishin 1                                             |                  | Kōmei     | 3          | 3          | 354.291   | 12,0 % | 1      | Akira Hirabayashi  | –                   | –                  | –                   | –                  |   |
| Chūgoku: Tottori Shimane Okayama Hiroshima Yamaguchi                   | 11→10    | LDP 6 KDP 2 Kōmei 2 Ishin 1                                             |                  | DVP       | 3          | 3          | 307.680   | 10,5 % | 1      | Gen Fukuda         | –                   | –                  | –                   | –                  |   |
| Chūgoku: Tottori Shimane Okayama Hiroshima Yamaguchi                   | 11→10    | LDP 6 KDP 2 Kōmei 2 Ishin 1                                             |                  | Ishin     | 5          | 3          | 187.517   | 6,4 %  | 0      | –                  | –                   | –                  | –                   | –                  |   |
| Chūgoku: Tottori Shimane Okayama Hiroshima Yamaguchi                   | 11→10    | LDP 6 KDP 2 Kōmei 2 Ishin 1                                             |                  | ReiShin   | 1          | 1          | 173.622   | 5,9 %  | 0      | –                  | –                   | –                  | –                   | –                  |   |
| Chūgoku: Tottori Shimane Okayama Hiroshima Yamaguchi                   | 11→10    | LDP 6 KDP 2 Kōmei 2 Ishin 1                                             |                  | KPJ       | 2          | 2          | 149.218   | 5,1 %  | 0      | –                  | –                   | –                  | –                   | –                  |   |
| Chūgoku: Tottori Shimane Okayama Hiroshima Yamaguchi                   | 11→10    | LDP 6 KDP 2 Kōmei 2 Ishin 1                                             |                  | Sansei    | 1          | 1          | 88.358    | 3,0 %  | 0      | –                  | –                   | –                  | –                   | –                  |   |
| Chūgoku: Tottori Shimane Okayama Hiroshima Yamaguchi                   | 11→10    | LDP 6 KDP 2 Kōmei 2 Ishin 1                                             |                  | SDP       | 1          | 1          | 53.620    | 1,8 %  | 0      | –                  | –                   | –                  | –                   | –                  |   |
| Shikoku: Tokushima Kagawa Ehime Kōchi                                  | 6        | LDP 3 KDP 1 Kōmei 1 Ishin 1                                             |                  | LDP       | 14         | 8          | 479.835   | 31,0 % | 3      | Seiichirō Murakami | Takuya Hirai        | Takakazu Seto      | –                   | –                  |   |
| Shikoku: Tokushima Kagawa Ehime Kōchi                                  | 6        | LDP 3 KDP 1 Kōmei 1 Ishin 1                                             |                  | KDP       | 8          | 6          | 281.209   | 18,2 % | 1      | Ei Takahashi       | –                   | –                  | –                   | –                  |   |
| Shikoku: Tokushima Kagawa Ehime Kōchi                                  | 6        | LDP 3 KDP 1 Kōmei 1 Ishin 1                                             |                  | DVP       | 2          | 1          | 233.515   | 15,1 % | 1      | Tomoe Ishii        | –                   | –                  | –                   | –                  |   |
| Shikoku: Tokushima Kagawa Ehime Kōchi                                  | 6        | LDP 3 KDP 1 Kōmei 1 Ishin 1                                             |                  | Kōmei     | 2          | 2          | 196.765   | 12,7 % | 1      | Masayasu Yamasaki  | –                   | –                  | –                   | –                  |   |
| Shikoku: Tokushima Kagawa Ehime Kōchi                                  | 6        | LDP 3 KDP 1 Kōmei 1 Ishin 1                                             |                  | Ishin     | 5          | 3          | 103.237   | 6,7 %  | 0      | –                  | –                   | –                  | –                   | –                  |   |
| Shikoku: Tokushima Kagawa Ehime Kōchi                                  | 6        | LDP 3 KDP 1 Kōmei 1 Ishin 1                                             |                  | ReiShin   | 1          | 1          | 95.973    | 6,2 %  | 0      | –                  | –                   | –                  | –                   | –                  |   |
| Shikoku: Tokushima Kagawa Ehime Kōchi                                  | 6        | LDP 3 KDP 1 Kōmei 1 Ishin 1                                             |                  | KPJ       | 2          | 2          | 88.224    | 5,7 %  | 0      | –                  | –                   | –                  | –                   | –                  |   |
| Shikoku: Tokushima Kagawa Ehime Kōchi                                  | 6        | LDP 3 KDP 1 Kōmei 1 Ishin 1                                             |                  | Sansei    | 1          | 0          | 44.127    | 2,9 %  | 0      | –                  | –                   | –                  | –                   | –                  |   |
| Shikoku: Tokushima Kagawa Ehime Kōchi                                  | 6        | LDP 3 KDP 1 Kōmei 1 Ishin 1                                             |                  | SDP       | 1          | 1          | 24.361    | 1,6 %  | 0      | –                  | –                   | –                  | –                   | –                  |   |
| Kyūshū: Fukuoka Saga Nagasaki Kumamoto Ōita Miyazaki Kagoshima Okinawa | 20       | LDP 8 KDP 4 Kōmei 4 Ishin 2 KPJ 1 DVP 1                                 |                  | LDP       | 30         | 16         | 1.682.815 | 28,5 % | 7      | Toshiko Abe        | Takuma Miyaji       | Makoto Oniki       | Kōnosuke Kokuba     | Kazuchika Iwata    |   |
| Kyūshū: Fukuoka Saga Nagasaki Kumamoto Ōita Miyazaki Kagoshima Okinawa | 20       | LDP 8 KDP 4 Kōmei 4 Ishin 2 KPJ 1 DVP 1                                 | Yasushi Furukawa | LDP       | 30         | 16         | 1.682.815 | 28,5 % | 7      | Masahisa Miyazaki  | –                   | –                  | –                   |                    |   |
| Kyūshū: Fukuoka Saga Nagasaki Kumamoto Ōita Miyazaki Kagoshima Okinawa | 20       | LDP 8 KDP 4 Kōmei 4 Ishin 2 KPJ 1 DVP 1                                 |                  | KDP       | 21         | 14         | 1.200.921 | 20,3 % | 4      | Tomohiro Yara      | Hajime Yoshikawa    | Katsuhiko Yamada   | Kaname Tsutsumi     | –                  |   |
| Kyūshū: Fukuoka Saga Nagasaki Kumamoto Ōita Miyazaki Kagoshima Okinawa | 20       | LDP 8 KDP 4 Kōmei 4 Ishin 2 KPJ 1 DVP 1                                 |                  | Kōmei     | 6          | 6          | 859.912   | 14,6 % | 3      | Masakazu Hamachi   | Nobuhiro Yoshida    | Yasukuni Kinjō     | –                   | –                  |   |
| Kyūshū: Fukuoka Saga Nagasaki Kumamoto Ōita Miyazaki Kagoshima Okinawa | 20       | LDP 8 KDP 4 Kōmei 4 Ishin 2 KPJ 1 DVP 1                                 |                  | DVP       | 4          | 3          | 564.911   | 9,6 %  | 2      | Shinji Nagatomo    | Ryōtarō Konami      | –                  | –                   | –                  |   |
| Kyūshū: Fukuoka Saga Nagasaki Kumamoto Ōita Miyazaki Kagoshima Okinawa | 20       | LDP 8 KDP 4 Kōmei 4 Ishin 2 KPJ 1 DVP 1                                 |                  | ReiShin   | 4          | 3          | 461.425   | 7,8 %  | 1      | Hitoshi Yamakawa   | –                   | –                  | –                   | –                  |   |
| Kyūshū: Fukuoka Saga Nagasaki Kumamoto Ōita Miyazaki Kagoshima Okinawa | 20       | LDP 8 KDP 4 Kōmei 4 Ishin 2 KPJ 1 DVP 1                                 |                  | Ishin     | 16         | 9          | 382.034   | 6,5 %  | 1      | Hiroki Abe         | –                   | –                  | –                   | –                  |   |
| Kyūshū: Fukuoka Saga Nagasaki Kumamoto Ōita Miyazaki Kagoshima Okinawa | 20       | LDP 8 KDP 4 Kōmei 4 Ishin 2 KPJ 1 DVP 1                                 |                  | Sansei    | 4          | 2          | 277.201   | 4,7 %  | 1      | Rina Yoshikawa     | –                   | –                  | –                   | –                  |   |
| Kyūshū: Fukuoka Saga Nagasaki Kumamoto Ōita Miyazaki Kagoshima Okinawa | 20       | LDP 8 KDP 4 Kōmei 4 Ishin 2 KPJ 1 DVP 1                                 |                  | KPJ       | 4          | 2          | 275.408   | 4,7 %  | 1      | Takaaki Tamura     | –                   | –                  | –                   | –                  |   |
| Kyūshū: Fukuoka Saga Nagasaki Kumamoto Ōita Miyazaki Kagoshima Okinawa | 20       | LDP 8 KDP 4 Kōmei 4 Ishin 2 KPJ 1 DVP 1                                 |                  | SDP       | 6          | 3          | 200.694   | 3,4 %  | 0      | –                  | –                   | –                  | –                   | –                  |   |
| Summe                                                                  | 176      | LDP 65 KDP 38 Ishin 26 Kōmei 23 KPJ 9 DVP 3 ReiShin 3 Sansei 1 Unabh. 8 |                  |           |            |            |           |        |        |                    |                     |                    |                     |                    |   |

Verhältniswahl: SitzeInsgesamt 176 Sitze - KPJ: 7 
- ReiShin: 9 
- KDP: 44 
- DVP: 17 
- Ishin: 15 
- Hoshu: 2 
- Sansei: 3 
- Kōmeitō: 20 
- LDP: 59 

## Mehrheitswahl
| Lager (Bündnis?)                                                                  | Partei   | Bestrittene Wahlkreise | Anteil |
| --------------------------------------------------------------------------------- | -------- | ---------------------- | ------ |
| Regierung (praktisch flächendeckend)                                              | LDP      | 266                    | 92,0 % |
| Regierung (praktisch flächendeckend)                                              | Kōmei    | 11                     | 3,8 %  |
| Parl. Opposition (in 53 Wahlkreisen einheitliche Nominierungen, sonst Konkurrenz) | KDP      | 207                    | 71,6 % |
| Parl. Opposition (in 53 Wahlkreisen einheitliche Nominierungen, sonst Konkurrenz) | Ishin    | 163                    | 56,4 % |
| Parl. Opposition (in 53 Wahlkreisen einheitliche Nominierungen, sonst Konkurrenz) | KPJ      | 213                    | 73,7 % |
| Parl. Opposition (in 53 Wahlkreisen einheitliche Nominierungen, sonst Konkurrenz) | DVP      | 41                     | 14,2 % |
| Parl. Opposition (in 53 Wahlkreisen einheitliche Nominierungen, sonst Konkurrenz) | ReiShin  | 19                     | 6,6 %  |
| Parl. Opposition (in 53 Wahlkreisen einheitliche Nominierungen, sonst Konkurrenz) | SDP      | 10                     | 3,5 %  |
| Parl. Opposition (in 53 Wahlkreisen einheitliche Nominierungen, sonst Konkurrenz) | Sansei   | 85                     | 29,4 % |
| Sonstige & Unabhängige (inkl. Unabh. mit Wahlempfehlungen von Parteien)           | Mintsuku | 6                      | 2,1 %  |
| Sonstige & Unabhängige (inkl. Unabh. mit Wahlempfehlungen von Parteien)           | Hoshu    | 4                      | 1,4 %  |
| Sonstige & Unabhängige (inkl. Unabh. mit Wahlempfehlungen von Parteien)           | Sonst.   | (7 Kandidaten)         | n/a    |
| Sonstige & Unabhängige (inkl. Unabh. mit Wahlempfehlungen von Parteien)           | Unabh.   | (81 Kandidaten)        | n/a    |

- KPJ: 1
- SDP: 1
- KDP: 104
- DVP: 11
- Ishin: 23
- Hoshu: 1
- Unabh.: 12
- Kōmeitō: 4
- LDP: 132

| Präfektur (-to/-dō/-fu-/-ken) | Wahlkreis | Bisheriger Abgeordneter (Stand: 15. Oktober 2024)                         | Partei                                                                    | Partei                                                                    | Wahlergebnis (Sortierung: Höhe des Wahlsiegs in %pkt.) | Partei des Siegers                                  | Partei des Siegers                                  |
| ----------------------------- | --------- | ------------------------------------------------------------------------- | ------------------------------------------------------------------------- | ------------------------------------------------------------------------- | --- | --------------------------------------------------- | --------------------------------------------------- |
| Hokkaidō                      | 1         | Daiki Michishita                                                          |                                                                           | KDP                                                                       | Daiki Michishita (KDP – SDP) 43,3 % Takahiro Katō (LDP – Kōmei) 32,0 %                                                                                                |                                                     | KDP                                                 |
| Hokkaidō                      | 2         | Kenkō Matsuki                                                             |                                                                           | KDP                                                                       | Kenkō Matsuki (KDP – SDP) 40,0 % Yūsuke Takahashi (LDP – Kōmei) 32,7 % Izumi Yamazaki (Ishin) 13,7 % Shiori Miyauchi (KPJ) 13,6 %                                     |                                                     | KDP                                                 |
| Hokkaidō                      | 3 §       | Hirohisa Takagi                                                           |                                                                           | LDP                                                                       | Yutaka Arai (KDP) 41,7 % Hirohisa Takagi (LDP – Kōmei) 34,6 % |                                                     | KDP                                                 |
| Hokkaidō                      | 4 §       | Hiroyuki Nakamura                                                         |                                                                           | LDP                                                                       | Kureha Ōtsuki (KDP – SDP) 45,1 % Hiroyuki Nakamura (LDP – Kōmei) 41,8 %                                                                                               |                                                     | KDP                                                 |
| Hokkaidō                      | 5 §       | Yoshiaki Wada                                                             |                                                                           | LDP                                                                       | Maki Ikeda (KDP – SDP) 51,7 % Yoshiaki Wada (LDP – Kōmei) 41,6 % |                                                     | KDP                                                 |
| Hokkaidō                      | 6         | Kuniyoshi Azuma                                                           |                                                                           | LDP                                                                       | Kuniyoshi Azuma (LDP – Kōmei) 46,9 % Masahito Nishikawa (KDP – SDP) 43,9 %                                                                                            |                                                     | LDP                                                 |
| Hokkaidō                      | 7         | Yoshitaka Itō                                                             |                                                                           | LDP                                                                       | Takako Suzuki (LDP – Kōmei) 58,4 % Naoko Shinoda (KDP – SDP) 41,6 %                                                                                                   |                                                     | LDP                                                 |
| Hokkaidō                      | 8         | Seiji Ōsaka                                                               |                                                                           | KDP                                                                       | Seiji Ōsaka (KDP – SDP) 50,8 % Jun Mukōyama (LDP – Kōmei) 43,1 % |                                                     | KDP                                                 |
| Hokkaidō                      | 9         | Tatsumaru Yamaoka                                                         |                                                                           | KDP                                                                       | Tatsumaru Yamaoka (KDP) 56,1 % Hideki Matsushita (LDP – Kōmei) 33,0 % Hiroshi Tatsuno (KPJ) 10,9 %                                                                    |                                                     | KDP                                                 |
| Hokkaidō                      | 10        | Hisashi Inatsu                                                            |                                                                           | Kōmei                                                                     | Hiroshi Kamiya (KDP – SDP) 50,8 % Hisashi Inatsu (Kōmei – LDP) 49,2 %                                                                                                 |                                                     | KDP                                                 |
| Hokkaidō                      | 11        | Kaori Ishikawa                                                            |                                                                           | KDP                                                                       | Kaori Ishikawa (KDP – SDP) 52,2 % Yūko Nakagawa (LDP – Kōmei) 41,3 %                                                                                                  |                                                     | KDP                                                 |
| Hokkaidō                      | 12        | Arata Takebe                                                              |                                                                           | LDP                                                                       | Arata Takebe (LDP – Kōmei) 52,3 % Eisei Kawaharada (KDP) 47,7 % |                                                     | LDP                                                 |
| Aomori                        | 1         | Akinori Eto                                                               |                                                                           | LDP                                                                       | Jun Tsushima (LDP – Kōmei) 46,0 % Sekio Masuta (KDP – SDP) 43,0 % Mio Saitō (KPJ) 11,0 %                                                                              |                                                     | LDP                                                 |
| Aomori                        | 2         | Jun’ichi Kanda                                                            |                                                                           | LDP                                                                       | Jun’ichi Kanda (LDP – Kōmei) 45,4 % Kazuhiko Matsuo (Unabh. – KDP) 31,1 % Akira Kanehama (DVP) 18,4 %                                                                 |                                                     | LDP                                                 |
| Aomori                        | 3         | Jirō Kimura                                                               |                                                                           | LDP                                                                       | Hanako Okada (KDP – SDP) 49,6 % Jirō Kimura (LDP – Kōmei) 42,3 % |                                                     | KDP                                                 |
| Iwate                         | 1         | Takeshi Shina                                                             |                                                                           | KDP                                                                       | Takeshi Shina (KDP) 61,5 % Hiromasa Yonai (LDP – Kōmei) 28,4 % Kyōko Yoshida (KPJ) 10,0 %                                                                             |                                                     | KDP                                                 |
| Iwate                         | 2         | Shun’ichi Suzuki                                                          |                                                                           | LDP                                                                       | Shun’ichi Suzuki (LDP – Kōmei) 62,1 % Yukiko Nakamura (KDP) 37,9 % |                                                     | LDP                                                 |
| Iwate                         | 3         | Takashi Fujiwara                                                          |                                                                           | LDP                                                                       | Ichirō Ozawa (KDP) 57,8 % Takashi Fujiwara (LDP – Kōmei) 42,2 % |                                                     | KDP                                                 |
| Miyagi                        | 1 §       | Tōru Doi                                                                  |                                                                           | LDP                                                                       | Akiko Okamoto (KDP) 51,7 % Tōru Doi (LDP – Kōmei) 36,8 % Kōji Takahashi (Ishin) 11,6 %                                                                                |                                                     | KDP                                                 |
| Miyagi                        | 2         | Sayuri Kamata                                                             |                                                                           | KDP                                                                       | Sayuri Kamata (KDP) 53,1 % Ken’ya Akiba (LDP – Kōmei) 32,7 % Atsushi Hayasaka (Ishin) 14,1 %                                                                          |                                                     | KDP                                                 |
| Miyagi                        | 3 §       | Akihiro Nishimura                                                         |                                                                           | LDP                                                                       | Tsuyoshi Yanagisawa (KDP) 55,2 % Akihiro Nishimura (LDP – Kōmei) 44,8 %                                                                                               |                                                     | KDP                                                 |
| Miyagi                        | 4 §       | Shintarō Itō                                                              |                                                                           | LDP                                                                       | Jun Azumi (KDP) 52,1 % Shintarō Itō (LDP – Kōmei) 33,4 % |                                                     | KDP                                                 |
| Miyagi                        | 5 §       | Jun Azumi                                                                 |                                                                           | KDP                                                                       | Itsunori Onodera (LDP – Kōmei) 74,7 % Tsuneharu Sakai (Ishin) 14,9 % Ren Nakajima (KPJ) 10,4 %                                                                        |                                                     | LDP                                                 |
| Miyagi                        | 6 §       | Itsunori Onodera                                                          |                                                                           | LDP                                                                       | (abgeschafft) | (abgeschafft)                                       | (abgeschafft)                                       |
| Akita                         | 1         | Hiroyuki Togashi                                                          |                                                                           | LDP                                                                       | Hiroyuki Togashi (LDP – Kōmei) 41,7 % Manabu Terata (KDP) 41,1 % Daigo Matsuura (Ishin) 12,4 %                                                                        |                                                     | LDP                                                 |
| Akita                         | 2         | Takashi Midorikawa                                                        |                                                                           | KDP                                                                       | Takashi Midorikawa (KDP) 50,4 % Junji Fukuhara (LDP – Kōmei) 46,4 %                                                                                                   |                                                     | KDP                                                 |
| Akita                         | 3         | Nobuhide Minorikawa                                                       |                                                                           | LDP                                                                       | Toshihide Muraoka (DVP) 45,0 % Nobuhide Minorikawa (LDP – Kōmei) 40,5 % Noriyo Ogawa (KDP) 12,0 %                                                                     |                                                     | DVP                                                 |
| Yamagata                      | 1         | Toshiaki Endō                                                             |                                                                           | LDP                                                                       | Toshiaki Endō (LDP – Kōmei) 55,5 % Masahiro Harada (KDP) 38,9 % |                                                     | LDP                                                 |
| Yamagata                      | 2         | Norikazu Suzuki                                                           |                                                                           | LDP                                                                       | Norikazu Suzuki (LDP – Kōmei) 56,7 % Daijirō Kikuchi (DVP) 30,3 % |                                                     | LDP                                                 |
| Yamagata                      | 3         | Ayuko Katō                                                                |                                                                           | LDP                                                                       | Ayuko Katō (LDP – Kōmei) 56,1 % Satoru Ishiguro (KDP) 37,7 % |                                                     | LDP                                                 |
| Fukushima                     | 1 §       | Emi Kaneko                                                                |                                                                           | KDP                                                                       | Emi Kaneko (KDP) 59,6 % Yoshitami Kameoka (LDP – Kōmei) 40,4 % |                                                     | KDP                                                 |
| Fukushima                     | 2 §       | Takumi Nemoto                                                             |                                                                           | LDP                                                                       | Kōichirō Genba (KDP) 53,9 % Taku Nemoto (LDP – Kōmei) 40,5 % |                                                     | KDP                                                 |
| Fukushima                     | 3 §       | Kōichirō Genba                                                            |                                                                           | KDP                                                                       | Shinji Oguma (KDP) 54,8 % Kentarō Uesugi (Unabh.) 38,6 % |                                                     | KDP                                                 |
| Fukushima                     | 4 §       | Shinji Oguma                                                              |                                                                           | KDP                                                                       | Ryūtarō Sakamoto (LDP – Kōmei) 46,5 % Yūki Saitō (KDP) 42,7 % |                                                     | LDP                                                 |
| Fukushima                     | 5 §       | Masayoshi Yoshino                                                         |                                                                           | LDP                                                                       | (abgeschafft) | (abgeschafft)                                       | (abgeschafft)                                       |
| Ibaraki                       | 1 §       | Nobuyuki Fukushima                                                        |                                                                           | Unabh.                                                                    | Nobuyuki Fukushima (Unabh.) 45,0 % Yoshinori Tadokoro (LDP – Kōmei) 36,8 % Yūko Mutō (Ishin) 11,3 %                                                                   |                                                     | Unabh.                                              |
| Ibaraki                       | 2 §       | Fukushirō Nukaga                                                          |                                                                           | LDP                                                                       | Fukushirō Nukaga (LDP – Kōmei) 59,0 % Toshiaki Imamura (Ishin) 17,9 % Hiroko Kawai (KPJ) 12,9 % Shin’ichi Ōtaka (Unabh.) 10,1 %                                       |                                                     | LDP                                                 |
| Ibaraki                       | 3         | Yasuhiro Hanashi                                                          |                                                                           | LDP                                                                       | Yasuhiro Hanashi (LDP – Kōmei) 42,1 % Hiroki Kajioka (KDP) 31,8 % Naho Hashiguchi (Ishin) 11,9 %                                                                      |                                                     | LDP                                                 |
| Ibaraki                       | 4 §       | Hiroshi Kajiyama                                                          |                                                                           | LDP                                                                       | Hiroshi Kajiyama (LDP – Kōmei) 68,3 % Hiromitsu Mutō (Ishin) 19,0 % Tsubasa Yoshida (KPJ) 12,7 %                                                                      |                                                     | LDP                                                 |
| Ibaraki                       | 5         | Satoshi Asano                                                             |                                                                           | DVP                                                                       | Satoshi Asano (DVP) 53,7 % Akimasa Ishikawa (LDP) 39,0 % |                                                     | DVP                                                 |
| Ibaraki                       | 6 §       | Ayano Kunimitsu                                                           |                                                                           | LDP                                                                       | Yamato Aoyama (KDP) 49,3 % Ayano Kunimitsu (LDP – Kōmei) 43,9 % |                                                     | KDP                                                 |
| Ibaraki                       | 7 §       | Keiko Nagaoka                                                             |                                                                           | LDP                                                                       | Hayato Nakamura (Unabh.) 53,0 % Keiko Nagaoka (LDP – Kōmei) 47,0 % |                                                     | Unabh.                                              |
| Tochigi                       | 1 §       | Hajime Funada                                                             |                                                                           | LDP                                                                       | Hajime Funada (LDP – Kōmei) 39,9 % Yuka Itazu (KDP) 32,1 % Yūji Kashiwakura (Ishin) 23,2 %                                                                            |                                                     | LDP                                                 |
| Tochigi                       | 2 §       | Akio Fukuda                                                               |                                                                           | KDP                                                                       | Akio Fukuda (KDP – SDP) 56,8 % Kiyoshi Igarashi (LDP – Kōmei) 43,2 %                                                                                                  |                                                     | KDP                                                 |
| Tochigi                       | 3         | Kazuo Yana                                                                |                                                                           | LDP                                                                       | Kazuo Yana (LDP – Kōmei) 37,4 % Shintarō Watanabe (Unabh.) 37,2 % Hiroshi Iga (KDP – SDP) 25,4 %                                                                      |                                                     | LDP                                                 |
| Tochigi                       | 4 §       | Tsutomu Satō                                                              |                                                                           | LDP                                                                       | Takao Fujioka (KDP – SDP) 53,4 % Tsutomu Satō (LDP – Kōmei) 41,6 % |                                                     | KDP                                                 |
| Tochigi                       | 5 §       | Toshimitsu Motegi                                                         |                                                                           | LDP                                                                       | Toshimitsu Motegi (LDP – Kōmei) 63,0 % Keiko Okamura (KPJ) 15,9 % Kanji Yakō (Ishin) 12,7 %                                                                           |                                                     | LDP                                                 |
| Gunma                         | 1 §       | Yasutaka Nakasone                                                         |                                                                           | LDP                                                                       | Yasutaka Nakasone (LDP – Kōmei) 51,9 % Keiko Shirai (KDP – SDP) 35,3 % Setsuko Tanahashi (KPJ) 12,8 %                                                                 |                                                     | LDP                                                 |
| Gunma                         | 2 §       | Toshirō Ino                                                               |                                                                           | LDP                                                                       | Toshirō Ino (LDP – Kōmei) 53,2 % Takashi Ishizeki (Unabh.) 32,8 % Tamotsu Takahashi (KPJ) 14,0 %                                                                      |                                                     | LDP                                                 |
| Gunma                         | 3 §       | Hiroyoshi Sasagawa                                                        |                                                                           | LDP                                                                       | Hiroyoshi Sasagawa (LDP – Kōmei) 50,1 % Kaichi Hasegawa (KDP) 49,9 %                                                                                                  |                                                     | LDP                                                 |
| Gunma                         | 4         | Tatsuo Fukuda                                                             |                                                                           | LDP                                                                       | Tatsuo Fukuda (LDP – Kōmei) 56,0 % Hiroki Yamada (KDP) 32,7 % Sadao Hagiwara (KPJ) 11,3 %                                                                             |                                                     | LDP                                                 |
| Gunma                         | 5 §       | Yūko Obuchi                                                               |                                                                           | LDP                                                                       | Yūko Obuchi (LDP – Kōmei) 61,8 % Yumiko Nakajima (Ishin) 23,6 % Tatsuya Itō (KPJ) 14,5 %                                                                              |                                                     | LDP                                                 |
| Saitama                       | 1 §       | Hideki Murai                                                              |                                                                           | LDP                                                                       | Hideki Murai (LDP – Kōmei) 41,5 % Kōichi Takemasa (KDP) 39,9 % |                                                     | LDP                                                 |
| Saitama                       | 2 §       | Yoshitaka Shindō                                                          |                                                                           | LDP                                                                       | Yoshitaka Shindō (LDP – Kōmei) 39,7 % Hideaki Takahashi (Ishin) 23,6 % Mototsugu Matsuura (KDP) 18,8 % Tomoko Okuda (KPJ) 12,8 %                                      |                                                     | LDP                                                 |
| Saitama                       | 3 §       | Hitoshi Kikawada                                                          |                                                                           | LDP                                                                       | Hitoshi Kikawada (LDP – Kōmei) 42,0 % Chiharu Takeuchi (KDP) 36,4 % Takami Ishikawa (Ishin) 13,5 %                                                                    |                                                     | LDP                                                 |
| Saitama                       | 4         | Yasushi Hosaka                                                            |                                                                           | LDP                                                                       | Yasushi Hosaka (LDP – Kōmei) 41,8 % Mitsuhiro Kishida (DVP) 26,8 % Yasuyuki Watanabe (Ishin) 17,3 % Kaoru Kudō (KPJ) 14,1 %                                           |                                                     | LDP                                                 |
| Saitama                       | 5 §       | Yukio Edano                                                               |                                                                           | KDP                                                                       | Yukio Edano (KDP) 51,0 % Hideki Makihara (LDP – Kōmei) 37,0 % |                                                     | KDP                                                 |
| Saitama                       | 6 §       | Atsushi Ōshima                                                            |                                                                           | KDP                                                                       | Atsushi Ōshima (KDP) 51,3 % Kazuyuki Nakane (Unabh.) 24,7 % Moe Akiyama (KPJ) 12,1 % Mieko Hosoya (Ishin) 11,9 %                                                      |                                                     | KDP                                                 |
| Saitama                       | 7 §       | Hideyuki Nakano                                                           |                                                                           | LDP                                                                       | Yasuko Komiyama (KDP) 39,7 % Hideyuki Nakano (LDP – Kōmei) 36,0 % Michiko Iseda (Ishin) 14,8 %                                                                        |                                                     | KDP                                                 |
| Saitama                       | 8 §       | Masahiko Shibayama                                                        |                                                                           | LDP                                                                       | Masahiko Shibayama (LDP – Kōmei) 43,4 % Tomoko Ichiki (KDP) 36,1 % Kazuma Ichino (Ishin) 11,1 %                                                                       |                                                     | LDP                                                 |
| Saitama                       | 9         | Taku Ōtsuka                                                               |                                                                           | LDP                                                                       | Shinji Sugimura (KDP) 41,6 % Taku Ōtsuka (LDP – Kōmei) 39,4 % Hidemasa Kondō (Ishin) 10,8 %                                                                           |                                                     | KDP                                                 |
| Saitama                       | 10        | Susumu Yamaguchi                                                          |                                                                           | LDP                                                                       | Yūnosuke Sakamoto (KDP) 59,0 % Susumu Yamaguchi (LDP – Kōmei) 41,0 %                                                                                                  |                                                     | KDP                                                 |
| Saitama                       | 11 §      | Ryūji Koizumi                                                             |                                                                           | LDP                                                                       | Ryūji Koizumi (LDP – Kōmei) 58,1 % Makoto Shimada (KDP) 31,4 % Haruki Kakinuma (KPJ) 10,5 %                                                                           |                                                     | LDP                                                 |
| Saitama                       | 12 §      | Toshikazu Morita                                                          |                                                                           | KDP                                                                       | Toshikazu Morita (KDP) 57,5 % Atsushi Nonaka (LDP – Kōmei) 42,5 % |                                                     | KDP                                                 |
| Saitama                       | 13 §      | Shinako Tsuchiya                                                          |                                                                           | LDP                                                                       | Mikihiko Hashimoto (DVP) 34,1 % Hiromi Mitsubayashi (Unabh. – Kōmei) 29,6 % Takashi Takai (ReiShin) 12,3 % Yoshimune Nakahara (Ishin) 12,0 %                          |                                                     | DVP                                                 |
| Saitama                       | 14 §      | Hiromi Mitsubayashi                                                       |                                                                           | Unabh.                                                                    | Yoshihiro Suzuki (DVP) 37,0 % Keiichi Ishii (Kōmei – LDP) 31,6 % Takeyoshi Kaki (Ishin) 15,1 %                                                                        |                                                     | DVP                                                 |
| Saitama                       | 15 §      | Ryōsei Tanaka                                                             |                                                                           | LDP                                                                       | Ryōsei Tanaka (LDP – Kōmei) 35,6 % Rentarō Takagi (KDP) 29,0 % Ryō Sawada (Ishin) 19,2 %                                                                              |                                                     | LDP                                                 |
| Saitama                       | 16 §      | (neu)                                                                     | (neu)                                                                     | (neu)                                                                     | Shinako Tsuchiya (LDP – Kōmei) 38,5 % Sōta Misumi (KDP) 36,9 % Rika Nakamura (Ishin) 17,3 %                                                                           |                                                     | LDP                                                 |
| Chiba                         | 1         | Kaname Tajima                                                             |                                                                           | KDP                                                                       | Kaname Tajima (KDP) 47,3 % Hiroaki Kadoyama (LDP – Kōmei) 29,7 % Kazutaka Yoda (Ishin) 10,5 %                                                                         |                                                     | KDP                                                 |
| Chiba                         | 2 §       | Takayuki Kobayashi                                                        |                                                                           | LDP                                                                       | Takayuki Kobayashi (LDP – Kōmei) 68,1 % Chiyo Shiraishi (KPJ) 31,9 %                                                                                                  |                                                     | LDP                                                 |
| Chiba                         | 3         | Hirokazu Matsuno                                                          |                                                                           | LDP                                                                       | Hirokazu Matsuno (LDP – Kōmei) 41,2 % Kazumasa Okajima (KDP) 39,2 % Yūya Ōsuki (Unabh.) 13,9 %                                                                        |                                                     | LDP                                                 |
| Chiba                         | 4 §       | Yoshihiko Noda                                                            |                                                                           | KDP                                                                       | Hideyuki Mizunuma (KDP) 43,3 % Tetsuya Kimura (LDP – Kōmei) 32,1 % Kyōko Amemiya (Ishin) 12,6 %                                                                       |                                                     | KDP                                                 |
| Chiba                         | 5 §       | Arfiya Eri                                                                |                                                                           | LDP                                                                       | Kentarō Yazaki (KDP) 30,6 % Arfiya Eri (LDP – Kōmei) 27,6 % Junko Okano (DVP) 23,6 %                                                                                  |                                                     | KDP                                                 |
| Chiba                         | 6 §       | Hiromichi Watanabe                                                        |                                                                           | LDP                                                                       | Junko Andō (KDP) 34,4 % Hiromichi Watanabe (LDP – Kōmei) 33,8 % Kenta Fujimaki (Ishin) 14,7 %                                                                         |                                                     | KDP                                                 |
| Chiba                         | 7 §       | Ken Saitō                                                                 |                                                                           | LDP                                                                       | Ken Saitō (LDP – Kōmei) 54,2 % Kōta Hirado (DVP) 33,9 % Kiyoko Tokumasu (KDP) 11,9 %                                                                                  |                                                     | LDP                                                 |
| Chiba                         | 8 §       | Satoshi Honjō                                                             |                                                                           | KDP                                                                       | Satoshi Honjō (KDP) 42,9 % Izumi Matsumoto (LDP – Kōmei) 32,2 % Sadamichi Ishizuka (Ishin) 11,1 %                                                                     |                                                     | KDP                                                 |
| Chiba                         | 9         | Sōichirō Okuno                                                            |                                                                           | KDP                                                                       | Sōichirō Okuno (KDP) 43,9 % Hisato Tamiya (LDP – Kōmei) 33,5 % Takashi Tanuma (Ishin) 16,8 %                                                                          |                                                     | KDP                                                 |
| Chiba                         | 10 §      | Motoo Hayashi                                                             |                                                                           | LDP                                                                       | Masaaki Koike (LDP – Kōmei) 43,8 % Hajime Yatagawa (KDP) 42,8 % |                                                     | LDP                                                 |
| Chiba                         | 11 §      | Eisuke Mori                                                               |                                                                           | LDP                                                                       | Eisuke Mori (LDP – Kōmei) 57,4 % Ryō Tagaya (ReiShin) 28,4 % Fumiaki Shiina (KPJ) 14,2 %                                                                              |                                                     | LDP                                                 |
| Chiba                         | 12        | Yasukazu Hamada                                                           |                                                                           | LDP                                                                       | Yasukazu Hamada (LDP – Kōmei) 56,5 % Takeshi Hidaka (KDP) 24,2 % Naoki Jibiki (Ishin) 13,9 %                                                                          |                                                     | LDP                                                 |
| Chiba                         | 13 §      | Hisashi Matsumoto                                                         |                                                                           | LDP                                                                       | Hisashi Matsumoto (LDP – Kōmei) 43,8 % Shin Miyakawa (KDP) 42,2 % |                                                     | LDP                                                 |
| Chiba                         | 14 §      | (neu)                                                                     | (neu)                                                                     | (neu)                                                                     | Yoshihiko Noda (KDP) 66,4 % Kyōsuke Takahashi (LDP – Kōmei) 23,6 % |                                                     | KDP                                                 |
| Tokio                         | 1 §       | Miki Yamada                                                               |                                                                           | LDP                                                                       | Banri Kaieda (KDP) 32,0 % Miki Yamada (LDP – Kōmei) 30,9 % Shun Otokita (Ishin) 16,3 %                                                                                |                                                     | KDP                                                 |
| Tokio                         | 2 §       | Kiyoto Tsuji                                                              |                                                                           | LDP                                                                       | Kiyoto Tsuji (LDP – Kōmei) 37,1 % Kiichirō Hatoyama (DVP) 27,3 % Mitsuru Imamura (Ishin) 16,8 % Mari Hosono (KPJ) 12,5 %                                              |                                                     | LDP                                                 |
| Tokio                         | 3 §       | Jin Matsubara                                                             |                                                                           | Unabh.                                                                    | Hirotaka Ishihara (LDP – Kōmei) 30,6 % Yumiko Abe (KDP) 26,9 % Yuri Okumoto (DVP) 15,1 % Toshitaka Yoshihira (Ishin) 12,8 %                                           |                                                     | LDP                                                 |
| Tokio                         | 4 §       | Masaaki Taira                                                             |                                                                           | LDP                                                                       | Masaaki Taira (LDP – Kōmei) 40,2 % Masae Ido (DVP) 24,0 % Tomoyuki Tanigawa (KPJ) 15,3 % Masatoshi Ishikawa (Ishin) 14,9 %                                            |                                                     | LDP                                                 |
| Tokio                         | 5 §       | Yoshio Tezuka                                                             |                                                                           | KDP                                                                       | Yoshio Tezuka (KDP) 39,4 % Kenji Wakamiya (LDP – Kōmei) 32,7 % Tarō Inaba (Ishin) 17,3 %                                                                              |                                                     | KDP                                                 |
| Tokio                         | 6 §       | Takayuki Ochiai                                                           |                                                                           | KDP                                                                       | Takayuki Ochiai (KDP) 47,4 % Miwa Tsuchiya (LDP – Kōmei) 28,3 % Ken’ichi Kawamura (Ishin) 14,5 %                                                                      |                                                     | KDP                                                 |
| Tokio                         | 7 §       | Akira Nagatsuma                                                           |                                                                           | KDP                                                                       | Akihiro Matsuo (KDP) 41,9 % Tamayo Marukawa (LDP – Kōmei) 27,1 % Taisuke Ono (Ishin) 22,9 %                                                                           |                                                     | KDP                                                 |
| Tokio                         | 8 §       | Harumi Yoshida                                                            |                                                                           | KDP                                                                       | Harumi Yoshida (KDP) 51,1 % Hiroko Kado (LDP – Kōmei) 32,9 % |                                                     | KDP                                                 |
| Tokio                         | 9 §       | Issei Yamagishi                                                           |                                                                           | KDP                                                                       | Issei Yamagishi (KDP) 44,1 % Isshū Sugawara (Unabh.) 37,9 % Shigeta Ōkōchi (Ishin) 13,7 %                                                                             |                                                     | KDP                                                 |
| Tokio                         | 10 §      | Hayato Suzuki                                                             |                                                                           | LDP                                                                       | Hayato Suzuki (LDP – Kōmei) 38,6 % Yōsuke Suzuki (KDP) 38,4 % Hiroko Nagano (Ishin) 16,4 %                                                                            |                                                     | LDP                                                 |
| Tokio                         | 11 §      | Hakubun Shimomura                                                         |                                                                           | Unabh.                                                                    | Yukihiko Akutsu (KDP) 41,0 % Hakubun Shimomura (Unabh.) 29,0 % Minoru Ōmamiuda (Ishin) 16,8 %                                                                         |                                                     | KDP                                                 |
| Tokio                         | 12 §      | Mitsunari Okamoto                                                         |                                                                           | Kōmei                                                                     | Kei Takagi (LDP – Kōmei) 33,3 % Tsukasa Abe (Ishin) 25,2 % Toshiaki Ōkuma (DVP) 21,5 % Seiko Tahara (KPJ) 20,0 %                                                      |                                                     | LDP                                                 |
| Tokio                         | 13 §      | Shin Tsuchida                                                             |                                                                           | LDP                                                                       | Shin Tsuchida (LDP – Kōmei) 39,6 % Yōsuke Mori (DVP) 30,8 % Shingo Sawada (KPJ) 15,3 % Junpei Shigeta (Ishin) 14,2 %                                                  |                                                     | LDP                                                 |
| Tokio                         | 14 §      | Midori Matsushima                                                         |                                                                           | LDP                                                                       | Midori Matsushima (LDP – Kōmei) 36,3 % Nana Itō (DVP) 25,5 % Mari Kushibuchi (ReiShin) 12,1 % Kayo Saitō (Ishin) 10,4 % Tsutomu Hara (KPJ) 10,1 %                     |                                                     | LDP                                                 |
| Tokio                         | 15        | Natsumi Sakai                                                             |                                                                           | KDP                                                                       | Natsumi Sakai (KDP) 27,5 % Genki Sudō (Unabh.) 27,1 % Kōki Ōzora (LDP – Kōmei) 25,9 % Yui Kanazawa (Unabh.) 13,4 %                                                    |                                                     | KDP                                                 |
| Tokio                         | 16 §      | Hideo Ōnishi                                                              |                                                                           | LDP                                                                       | Yōhei Ōnishi (LDP – Kōmei) 37,3 % Katsuyuki Shibata (KDP) 31,6 % Hirosato Nakatsugawa (Ishin) 14,9 %                                                                  |                                                     | LDP                                                 |
| Tokio                         | 17 §      | Katsuei Hirasawa                                                          |                                                                           | Unabh.                                                                    | Katsuei Hirasawa (Unabh.) 34,8 % Yoriko Madoka (DVP) 28,0 % Sachiko Inoguchi (Ishin) 22,9 % Sugio Arai (KPJ) 14,3 %                                                   |                                                     | Unabh.                                              |
| Tokio                         | 18 §      | Naoto Kan                                                                 |                                                                           | KDP                                                                       | Kaoru Fukuda (LDP – Kōmei) 42,3 % Reiko Matsushita (KDP) 41,4 % |                                                     | LDP                                                 |
| Tokio                         | 19 §      | Yoshinori Suematsu                                                        |                                                                           | KDP                                                                       | Yoshinori Suematsu (KDP) 39,4 % Yōhei Matsumoto (LDP – Kōmei) 38,2 % Keiichirō Yoshida (Ishin) 11,9 % Mitsuko Ideshige (KPJ) 10,5 %                                   |                                                     | KDP                                                 |
| Tokio                         | 20        | Seiji Kihara                                                              |                                                                           | LDP                                                                       | Seiji Kihara (LDP – Kōmei) 43,0 % Kentarō Ōnishi (DVP) 30,1 % Tōru Miyamoto (KPJ) 26,8 %                                                                              |                                                     | LDP                                                 |
| Tokio                         | 21 §      | Kiyoshi Odawara                                                           |                                                                           | Unabh.                                                                    | Masako Ōkawara (KDP) 42,1 % Kiyoshi Odawara (Unabh.) 32,2 % Yōko Yamashita (Ishin) 17,0 %                                                                             |                                                     | KDP                                                 |
| Tokio                         | 22 §      | Tatsuya Itō                                                               |                                                                           | LDP                                                                       | Ikuo Yamahana (KDP) 40,2 % Tatsuya Itō (LDP – Kōmei) 39,0 % Mika Suzuki (Sansei) 10,5 % Yoshitaka Hirano (KPJ) 10,3 %                                                 |                                                     | KDP                                                 |
| Tokio                         | 23 §      | Masanobu Ogura                                                            |                                                                           | LDP                                                                       | Shunsuke Itō (KDP) 59,0 % Osamu Yoshiwara (LDP – Kōmei) 37,6 % |                                                     | KDP                                                 |
| Tokio                         | 24 §      | Kōichi Hagiuda                                                            |                                                                           | Unabh.                                                                    | Kōichi Hagiuda (Unabh.) 38,6 % Yoshifu Arita (KDP – SDP) 35,0 % Yūsuke Urakawa (DVP) 12,0 %                                                                           |                                                     | Unabh.                                              |
| Tokio                         | 25        | Shinji Inoue                                                              |                                                                           | LDP                                                                       | Shinji Inoue (LDP – Kōmei) 53,1 % Tarō Miyazaki (Ishin) 19,7 % Karen Yoda (ReiShin) 14,0 % Kōzō Ikeda (KPJ) 13,1 %                                                    |                                                     | LDP                                                 |
| Tokio                         | 26 §      | (neu)                                                                     | (neu)                                                                     | (neu)                                                                     | Jin Matsubara (Unabh.) 45,6 % Ueki Imaoka (LDP – Kōmei) 28,9 % Masako Wada (KPJ) 12,1 %                                                                               |                                                     | Unabh.                                              |
| Tokio                         | 27 §      | (neu)                                                                     | (neu)                                                                     | (neu)                                                                     | Akira Nagatsuma (KDP) 54,6 % Yūichi Kurosaki (LDP – Kōmei) 29,1 % Meiko Ishikawa (Sansei) 11,1 %                                                                      |                                                     | KDP                                                 |
| Tokio                         | 28 §      | (neu)                                                                     | (neu)                                                                     | (neu)                                                                     | Satoshi Takamatsu (KDP) 29,1 % Takao Andō (LDP – Kōmei) 28,9 % Yoshihiro Okumura (DVP) 20,1 %                                                                         |                                                     | KDP                                                 |
| Tokio                         | 29 §      | (neu)                                                                     | (neu)                                                                     | (neu)                                                                     | Mitsunari Okamoto (Kōmei – LDP) 33,2 % Taketsuka Kimura (KDP) 26,5 % Yoshikazu Tarui (DVP) 17,3 % Yuki Ebisawa (Ishin) 13,3 %                                         |                                                     | Kōmei                                               |
| Tokio                         | 30 §      | (neu)                                                                     | (neu)                                                                     | (neu)                                                                     | Eri Igarashi (KDP) 42,0 % Akihisa Nagashima (LDP – Kōmei) 39,3 % |                                                     | KDP                                                 |
| Kanagawa                      | 1         | Gō Shinohara                                                              |                                                                           | KDP                                                                       | Gō Shinohara (KDP) 41,1 % Jun Matsumoto (LDP – Kōmei) 30,9 % Yoshiharu Asakawa (Ishin) 12,9 %                                                                         |                                                     | KDP                                                 |
| Kanagawa                      | 2         | Yoshihide Suga                                                            |                                                                           | LDP                                                                       | Yoshihide Suga (LDP – Kōmei) 52,2 % Tōzaburō Yanagiya (KDP) 20,6 % Ryō Miyoshi (ReiShin) 12,0 %                                                                       |                                                     | LDP                                                 |
| Kanagawa                      | 3         | Kenji Nakanishi                                                           |                                                                           | LDP                                                                       | Kenji Nakanishi (LDP – Kōmei) 40,5 % Taketo Nakamura (KDP) 31,5 % Kaori Satō (Ishin) 11,7 %                                                                           |                                                     | LDP                                                 |
| Kanagawa                      | 4         | Yuki Waseda                                                               |                                                                           | KDP                                                                       | Yuki Waseda (KDP) 51,5 % Tomohiro Yamamoto (LDP – Kōmei) 23,4 % Chika Katō (Ishin) 18,4 %                                                                             |                                                     | KDP                                                 |
| Kanagawa                      | 5 §       | Manabu Sakai                                                              |                                                                           | LDP                                                                       | Manabu Sakai (LDP – Kōmei) 40,7 % Makoto Yamazaki (KDP) 34,1 % Kunie Kusaka (Ishin) 17,1 %                                                                            |                                                     | LDP                                                 |
| Kanagawa                      | 6         | Naoki Furukawa                                                            |                                                                           | LDP                                                                       | Yōichirō Aoyagi (KDP) 40,3 % Naoki Furukawa (LDP – Kōmei) 39,8 % Gen’ichirō Shiosaka (Ishin) 11,6 %                                                                   |                                                     | KDP                                                 |
| Kanagawa                      | 7 §       | Keisuke Suzuki                                                            |                                                                           | LDP                                                                       | Kazuma Nakatani (KDP) 43,4 % Keisuke Suzuki (LDP – Kōmei) 37,0 % Tomijirō Munakata (Ishin) 10,1 %                                                                     |                                                     | KDP                                                 |
| Kanagawa                      | 8 §       | Kenji Eda                                                                 |                                                                           | KDP                                                                       | Kenji Eda (KDP) 51,4 % Hidehiro Mitani (LDP – Kōmei) 41,1 % |                                                     | KDP                                                 |
| Kanagawa                      | 9 §       | Hirofumi Ryū                                                              |                                                                           | KDP                                                                       | Hirofumi Ryū (KDP) 49,6 % Norihiro Nakayama (LDP – Kōmei) 27,7 % Taisei Yoshida (Ishin) 12,8 %                                                                        |                                                     | KDP                                                 |
| Kanagawa                      | 10 §      | Kazunori Tanaka                                                           |                                                                           | LDP                                                                       | Kazunori Tanaka (LDP – Kōmei) 34,6 % Ryūna Kanemura (Ishin) 30,9 % Mitsutaka Suzuki (KDP – SDP) 23,8 % Susumu Katayanagi (KPJ) 10,7 %                                 |                                                     | LDP                                                 |
| Kanagawa                      | 11        | Shinjirō Koizumi                                                          |                                                                           | LDP                                                                       | Shinjirō Koizumi (LDP) 72,4 % Minoru Tamesō (KPJ) 13,9 % Hiroki Hajikano (Sansei) 13,8 %                                                                              |                                                     | LDP                                                 |
| Kanagawa                      | 12        | Tomoko Abe                                                                |                                                                           | KDP                                                                       | Tomoko Abe (KDP – SDP) 39,7 % Tsuyoshi Hoshino (LDP – Kōmei) 30,9 % Masashi Mito (Ishin) 13,9 %                                                                       |                                                     | KDP                                                 |
| Kanagawa                      | 13 §      | Hideshi Futori                                                            |                                                                           | KDP                                                                       | Hideshi Futori (KDP) 47,1 % Kōichirō Maruta (LDP – Kōmei) 32,0 % |                                                     | KDP                                                 |
| Kanagawa                      | 14 §      | Jirō Akama                                                                |                                                                           | LDP                                                                       | Jirō Akama (LDP – Kōmei) 39,6 % Yoshihiro Nagatomo (KDP – SDP) 36,1 %                                                                                                 |                                                     | LDP                                                 |
| Kanagawa                      | 15 §      | Tarō Kōno                                                                 |                                                                           | LDP                                                                       | Tarō Kōno (LDP – Kōmei) 55,6 % Katsumi Sasaki (SDP) 17,2 % Satoru Utsumi (Unabh.) 16,9 % Shūichi Fujita (Sansei) 10,3 %                                               |                                                     | LDP                                                 |
| Kanagawa                      | 16 §      | Yūichi Gotō                                                               |                                                                           | KDP                                                                       | Yūichi Gotō (KDP) 50,4 % Hiroyuki Yoshiie (LDP – Kōmei) 33,5 % |                                                     | KDP                                                 |
| Kanagawa                      | 17 §      | Karen Makishima                                                           |                                                                           | LDP                                                                       | Karen Makishima (LDP – Kōmei) 50,9 % Naomi Sasaki (KDP – SDP) 49,1 %                                                                                                  |                                                     | LDP                                                 |
| Kanagawa                      | 18 §      | Daishirō Yamagiwa                                                         |                                                                           | LDP                                                                       | Hajime Sōno (KDP – SDP) 30,7 % Yoshitaka Nishioka (DVP) 23,5 % Daishirō Yamagiwa (LDP – Kōmei) 23,5 % Mitsuhiro Yokota (Ishin) 12,4 %                                 |                                                     | KDP                                                 |
| Kanagawa                      | 19 §      | (neu)                                                                     | (neu)                                                                     | (neu)                                                                     | Tsuyoshi Kusama (LDP – Kōmei) 31,3 % Takashi Satō (KDP) 24,8 % Jesus Fukusaku (DVP) 24,6 % Masaru Soeda (Ishin) 12,5 %                                                |                                                     | LDP                                                 |
| Kanagawa                      | 20 §      | (neu)                                                                     | (neu)                                                                     | (neu)                                                                     | Sayuri Ōtsuka (KDP – SDP) 46,8 % Akira Amari (LDP – Kōmei) 35,5 % Yōichi Kaneko (Ishin) 17,7 %                                                                        |                                                     | KDP                                                 |
| Niigata                       | 1 §       | Chinami Nishimura                                                         |                                                                           | KDP                                                                       | Chinami Nishimura (KDP – SDP) 52,7 % Ichirō Tsukada (LDP – Kōmei) 32,3 %                                                                                              |                                                     | KDP                                                 |
| Niigata                       | 2 §       | Ken’ichi Hosoda                                                           |                                                                           | Unabh.                                                                    | Makiko Kikuta (KDP – SDP) 56,2 % Ken’ichi Hosoda (Unabh. – LDP Niigata) 30,6 % Motoyuki Inoue (Ishin) 13,2 %                                                          |                                                     | KDP                                                 |
| Niigata                       | 3 §       | Hiroaki Saitō                                                             |                                                                           | LDP                                                                       | Takahiro Kuroiwa (KDP – SDP) 49,3 % Hiroaki Saitō (LDP – Kōmei) 44,5 %                                                                                                |                                                     | KDP                                                 |
| Niigata                       | 4 §       | Makiko Kikuta                                                             |                                                                           | KDP                                                                       | Ryūichi Yoneyama (KDP – SDP) 44,9 % Eiichirō Washio (LDP – Kōmei) 34,3 % Hirohiko Izumida (Unabh.) 20,8 %                                                             |                                                     | KDP                                                 |
| Niigata                       | 5 §       | Ryūichi Yoneyama                                                          |                                                                           | KDP                                                                       | Mamoru Umetani (KDP – SDP) 55,3 % Shūichi Takatori (LDP – Kōmei) 44,7 %                                                                                               |                                                     | KDP                                                 |
| Niigata                       | 6 §       | Mamoru Umetani                                                            |                                                                           | KDP                                                                       | (abgeschafft) | (abgeschafft)                                       | (abgeschafft)                                       |
| Toyama                        | 1         | Hiroaki Tabata                                                            |                                                                           | LDP                                                                       | Hiroaki Tabata (LDP – Kōmei) 35,1 % Toshihiro Yama (KDP) 34,5 % Toyofumi Yoshida (Unabh.) 15,2 %                                                                      |                                                     | LDP                                                 |
| Toyama                        | 2         | Eishun Ueda                                                               |                                                                           | LDP                                                                       | Eishun Ueda (LDP – Kōmei) 59,3 % Yasuharu Koshikawa (KDP) 33,3 % |                                                     | LDP                                                 |
| Toyama                        | 3         | Keiichirō Tachibana                                                       |                                                                           | LDP                                                                       | Keiichirō Tachibana (LDP – Kōmei) 66,6 % Kōta Ōkubo (DVP) 23,6 % |                                                     | LDP                                                 |
| Ishikawa                      | 1         | Takuo Komori                                                              |                                                                           | LDP                                                                       | Takuo Komori (LDP – Kōmei) 36,3 % Atsushi Arai (KDP – SDP) 28,7 % Makoto Kobayashi (Ishin) 15,1 % Kai Odake (DVP) 13,6 %                                              |                                                     | LDP                                                 |
| Ishikawa                      | 2         | Hajime Sasaki                                                             |                                                                           | LDP                                                                       | Hajime Sasaki (LDP – Kōmei) 57,8 % Tsuneko Oyamada (KDP – SDP) 36,0 %                                                                                                 |                                                     | LDP                                                 |
| Ishikawa                      | 3         | Shōji Nishida                                                             |                                                                           | LDP                                                                       | Kazuya Kondō (KDP – SDP) 54,4 % Shōji Nishida (LDP – Kōmei) 43,2 % |                                                     | KDP                                                 |
| Fukui                         | 1         | Tomomi Inada                                                              |                                                                           | LDP                                                                       | Tomomi Inada (LDP – Kōmei) 43,9 % Tsubasa Hatano (KDP) 35,5 % Koharu Tanaka (Sansei) 10,0 %                                                                           |                                                     | LDP                                                 |
| Fukui                         | 2         | Tsuyoshi Takagi                                                           |                                                                           | Unabh.                                                                    | Hideyuki Tsuji (KDP) 36,3 % Takeshi Saiki (Ishin) 26,0 % Tsuyoshi Takagi (Unabh.) 22,5 % Taku Yamamoto (Unabh.) 12,5 %                                                |                                                     | KDP                                                 |
| Yamanashi                     | 1         | Shin’ichi Nakatani                                                        |                                                                           | LDP                                                                       | Katsuhito Nakajima (KDP – SDP) 45,9 % Shin’ichi Nakatani (LDP – Kōmei) 42,5 %                                                                                         |                                                     | KDP                                                 |
| Yamanashi                     | 2         | Noriko Horiuchi                                                           |                                                                           | LDP                                                                       | Noriko Horiuchi (LDP – Kōmei) 73,6 % Reiko Ōkubo (KPJ) 26,4 % |                                                     | LDP                                                 |
| Nagano                        | 1         | Kenta Wakabayashi                                                         |                                                                           | LDP                                                                       | Takashi Shinohara (KDP) 46,3 % Kenta Wakabayashi (LDP – Kōmei) 39,0 % Kiyoshi Wakasa (Ishin) 14,7 %                                                                   |                                                     | KDP                                                 |
| Nagano                        | 2         | Mitsu Shimojō                                                             |                                                                           | KDP                                                                       | Mitsu Shimojō (KDP) 48,4 % Shunsuke Mutai (LDP – Kōmei) 26,6 % Daisuke Tezuka (Ishin) 25,0 %                                                                          |                                                     | KDP                                                 |
| Nagano                        | 3         | Yōsei Ide                                                                 |                                                                           | LDP                                                                       | Takeshi Kōzu (KDP) 55,0 % Yōsei Ide (LDP – Kōmei) 45,0 % |                                                     | KDP                                                 |
| Nagano                        | 4         | Shigeyuki Gotō                                                            |                                                                           | LDP                                                                       | Shigeyuki Gotō (LDP – Kōmei) 60,2 % Ryōsuke Takeda (KPJ) 39,8 % |                                                     | LDP                                                 |
| Nagano                        | 5         | Ichirō Miyashita                                                          |                                                                           | LDP                                                                       | Ichirō Miyashita (LDP – Kōmei) 48,4 % Junda Fukuda (KDP) 42,5 % |                                                     | LDP                                                 |
| Gifu                          | 1 §       | Seiko Noda                                                                |                                                                           | LDP                                                                       | Seiko Noda (LDP – Kōmei) 67,5 % Tōru Yamakoshi (KPJ) 32,5 % |                                                     | LDP                                                 |
| Gifu                          | 2         | Yasufumi Tanahashi                                                        |                                                                           | LDP                                                                       | Yasufumi Tanahashi (LDP – Kōmei) 61,9 % Keiji Mio (KPJ) 22,8 % Ayumi Itō (Unabh.) 15,2 %                                                                              |                                                     | LDP                                                 |
| Gifu                          | 3 §       | Yōji Mutō                                                                 |                                                                           | LDP                                                                       | Yōji Mutō (LDP – Kōmei) 46,8 % Akihiro Senda (DVP) 30,4 % Naoto Sakaguchi (ReiShin) 22,8 %                                                                            |                                                     | LDP                                                 |
| Gifu                          | 4         | Shunpei Kaneko                                                            |                                                                           | LDP                                                                       | Masato Imai (KDP) 57,3 % Shunpei Kaneko (LDP – Kōmei) 42,7 % |                                                     | KDP                                                 |
| Gifu                          | 5         | Keiji Furuya                                                              |                                                                           | LDP                                                                       | Keiji Furuya (LDP – Kōmei) 48,3 % Satoshi Mano (KDP) 38,6 % Ryōji Yamada (Ishin) 13,1 %                                                                               |                                                     | LDP                                                 |
| Shizuoka                      | 1 §       | Yōko Kamikawa                                                             |                                                                           | LDP                                                                       | Yōko Kamikawa (LDP – Kōmei) 56,8 % Miho Takahashi (KDP) 23,6 % Kōki Yamashita (Ishin) 11,1 %                                                                          |                                                     | LDP                                                 |
| Shizuoka                      | 2 §       | Tatsunori Ibayashi                                                        |                                                                           | LDP                                                                       | Tatsunori Ibayashi (LDP – Kōmei) 55,0 % Takeyuki Suzuki (KDP) 34,0 % Daiskuke Sageksaka (Sansei) 10,9 %                                                               |                                                     | LDP                                                 |
| Shizuoka                      | 3 §       | Nobuhiro Koyama                                                           |                                                                           | KDP                                                                       | Nobuhiro Koyama (KDP) 43,2 % Yūzō Yamamoto (LDP – Kōmei) 28,9 % Hiroyuki Miyazawa (Unabh.) 17,8 %                                                                     |                                                     | KDP                                                 |
| Shizuoka                      | 4 §       | Yōichi Fukazawa                                                           |                                                                           | LDP                                                                       | Ken Tanaka (DVP) 50,8 % Yōichi Fukazawa (LDP – Kōmei) 49,2 % |                                                     | DVP                                                 |
| Shizuoka                      | 5 §       | Gōshi Hosono                                                              |                                                                           | LDP                                                                       | Gōshi Hosono (LDP – Kōmei) 63,2 % Kazuyuki Toyama (KDP) 29,8 % |                                                     | LDP                                                 |
| Shizuoka                      | 6 §       | Takaaki Katsumata                                                         |                                                                           | LDP                                                                       | Shū Watanabe (KDP) 46,3 % Takaaki Katsumata (LDP – Kōmei) 44,4 % |                                                     | KDP                                                 |
| Shizuoka                      | 7 §       | Minoru Kiuchi                                                             |                                                                           | LDP                                                                       | Minoru Kiuchi (LDP – Kōmei) 63,3 % Yūta Hiyoshi (KDP) 30,1 % |                                                     | LDP                                                 |
| Shizuoka                      | 8 §       | Kentarō Genma                                                             |                                                                           | KDP                                                                       | Kentarō Genma (KDP) 52,4 % Daisuke Inaba (LDP – Kōmei) 30,2 % |                                                     | KDP                                                 |
| Aichi                         | 1         | Hiromichi Kumada                                                          |                                                                           | LDP                                                                       | Takashi Kawamura (Hoshu) 46,6 % Tsunehiko Yoshida (KDP) 23,6 % Hiromichi Kumada (LDP – Kōmei) 21,2 %                                                                  |                                                     | Hoshu                                               |
| Aichi                         | 2         | Motohisa Furukawa                                                         |                                                                           | DVP                                                                       | Motohisa Furukawa (DVP) 58,5 % Takamoto Nakagawa (LDP – Kōmei) 24,1 %                                                                                                 |                                                     | DVP                                                 |
| Aichi                         | 3         | Shōichi Kondō                                                             |                                                                           | KDP                                                                       | Shōichi Kondō (KDP) 47,0 % Yoshihiko Mizuno (LDP – Kōmei) 24,6 % Masakazu Minagawa (Ishin) 12,3 %                                                                     |                                                     | KDP                                                 |
| Aichi                         | 4         | Shōzō Kudō                                                                |                                                                           | LDP                                                                       | Yoshio Maki (KDP) 36,4 % Shōzō Kudō (LDP – Kōmei) 31,1 % Chiyo Nakata (Ishin) 13,0 % Chisa Asō (Hoshu) 11,3 %                                                         |                                                     | KDP                                                 |
| Aichi                         | 5 §       | Kenji Kanda                                                               |                                                                           | LDP                                                                       | Atsushi Nishikawa (KDP) 34,6 % Kenji Kanda (LDP – Kōmei) 23,1 % Maki Misaki (Ishin) 21,2 %                                                                            |                                                     | KDP                                                 |
| Aichi                         | 6 §       | Hideki Niwa                                                               |                                                                           | LDP                                                                       | Hideki Niwa (LDP – Kōmei) 51,7 % Yūkichi Maeda (Unabh.) 18,3 % Masato Ōnishi (SDP) 15,1 % Manabu Harada (KPJ) 14,8 %                                                  |                                                     | LDP                                                 |
| Aichi                         | 7 §       | Junji Suzuki                                                              |                                                                           | LDP                                                                       | Saria Hino (DVP) 55,9 % Junji Suzuki (LDP – Kōmei) 35,7 % |                                                     | DVP                                                 |
| Aichi                         | 8         | Tadahiko Itō                                                              |                                                                           | LDP                                                                       | Yutaka Banno (KDP) 49,7 % Tadahiko Itō (LDP – Kōmei) 41,3 % |                                                     | KDP                                                 |
| Aichi                         | 9 §       | Yasumasa Nagasaka                                                         |                                                                           | LDP                                                                       | Mitsunori Okamoto (KDP) 48,0 % Yasumasa Nagasaka (LDP – Kōmei) 41,5 % Keiko Itō (KPJ) 10,5 %                                                                          |                                                     | KDP                                                 |
| Aichi                         | 10 §      | Tetsuma Esaki                                                             |                                                                           | LDP                                                                       | Norimasa Fujiwara (KDP) 34,7 % Shinji Wakayama (LDP – Kōmei) 34,6 % Kazumi Sugimoto (Ishin) 30,8 %                                                                    |                                                     | KDP                                                 |
| Aichi                         | 11 §      | Tetsuya Yagi                                                              |                                                                           | LDP                                                                       | Midori Tanno (DVP) 56,9 % Tetsuya Yagi (LDP – Kōmei) 38,4 % |                                                     | DVP                                                 |
| Aichi                         | 12        | Kazuhiko Shigetoku                                                        |                                                                           | KDP                                                                       | Kazuhiko Shigetoku (KDP) 50,5 % Shūhei Aoyama (LDP – Kōmei) 34,2 % Hiroto Nakagawa (Ishin) 11,3 %                                                                     |                                                     | KDP                                                 |
| Aichi                         | 13        | Kensuke Ōnishi                                                            |                                                                           | KDP                                                                       | Kensuke Ōnishi (KDP) 56,3 % Taku Ishii (LDP – Kōmeitō) 36,8 % |                                                     | KDP                                                 |
| Aichi                         | 14 §      | Sōichirō Imaeda                                                           |                                                                           | LDP                                                                       | Sōichirō Imaeda (LDP – Kōmei) 54,7 % Rie Ōtake (KDP) 39,2 % |                                                     | LDP                                                 |
| Aichi                         | 15        | Yukinori Nemoto                                                           |                                                                           | LDP                                                                       | Yukinori Nemoto (LDP – Kōmei) 38,7 % Ken’ichirō Seki (Ishin) 24,5 % Chiho Koyama (KDP) 23,3 %                                                                         |                                                     | LDP                                                 |
| Aichi                         | 16 §      | (neu)                                                                     | (neu)                                                                     | (neu)                                                                     | Tōru Fukuta (DVP) 32,7 % Akiyoshi Inukai (Kōmei – LDP) 31,3 % Isao Matsuda (KDP) 30,7 %                                                                               |                                                     | DVP                                                 |
| Mie                           | 1         | Norihisa Tamura                                                           |                                                                           | LDP                                                                       | Norihisa Tamura (LDP – Kōmei) 57,6 % Wakako Fukumori (KDP – DVP) 34,0 %                                                                                               |                                                     | LDP                                                 |
| Mie                           | 2         | Hideto Kawasaki                                                           |                                                                           | LDP                                                                       | Kōsuke Shimono (KDP – DVP) 42,0 % Hideto Kawasaki (LDP – Kōmei) 39,7 % Ayumi Moriguchi (Ishin) 11,0 %                                                                 |                                                     | KDP                                                 |
| Mie                           | 3         | Katsuya Okada                                                             |                                                                           | KDP                                                                       | Katsuya Okada (KDP – DVP) 60,9 % Masataka Ishihara (LDP – Kōmei) 25,0 % Masashi Itō (Ishin) 14,1 %                                                                    |                                                     | KDP                                                 |
| Mie                           | 4         | Eikei Suzuki                                                              |                                                                           | LDP                                                                       | Eikei Suzuki (LDP – Kōmei) 60,2 % Yōichirō Aonuma (KDP – DVP) 33,2 %                                                                                                  |                                                     | LDP                                                 |
| Shiga                         | 1         | Toshitaka Ōoka                                                            |                                                                           | LDP                                                                       | Alex Saitō (Ishin) 43,0 % Toshitaka Ōoka (LDP – Kōmei) 40,6 % Akiko Kinose (KPJ) 16,4 %                                                                               |                                                     | Ishin                                               |
| Shiga                         | 2 §       | Ken’ichirō Ueno                                                           |                                                                           | LDP                                                                       | Ken’ichirō Ueno (LDP – Kōmei) 43,7 % Michio Hirao (KDP) 28,4 % Hisashi Tokunaga (Ishin) 27,6 %                                                                        |                                                     | LDP                                                 |
| Shiga                         | 3 §       | Nobuhide Takemura                                                         |                                                                           | LDP                                                                       | Nobuhide Takemura (LDP – Kōmei) 45,1 % Shingo Deji (Ishin) 30,4 % Yūko Kitano (Sansei) 12,6 % Kōhei Satō (KPJ) 12,0 %                                                 |                                                     | LDP                                                 |
| Shiga                         | 4 §       | Hiroo Kotera                                                              |                                                                           | LDP                                                                       | (abgeschafft) | (abgeschafft)                                       | (abgeschafft)                                       |
| Kyōto                         | 1         | Yasushi Katsume                                                           |                                                                           | LDP                                                                       | Yasushi Katsume (LDP – Kōmei) 31,9 % Sachiko Horiba (Ishin) 19,1 % Kōzō Hiratake (KDP) 18,3 % Hirofumi Isaka (KPJ) 15,2 %                                             |                                                     | LDP                                                 |
| Kyōto                         | 2         | Seiji Maehara                                                             |                                                                           | Ishin                                                                     | Seiji Maehara (Ishin) 45,9 % Akiko Horikawa (KPJ) 23,1 % Eiji Sano (LDP – Kōmei) 22,3 %                                                                               |                                                     | Ishin                                               |
| Kyōto                         | 3         | Kenta Izumi                                                               |                                                                           | KDP                                                                       | Kenta Izumi (KDP) 47,2 % Kansei Mori (LDP – Kōmei) 22,0 % Motoki Kimura (Ishin) 14,2 % Nobuhide Nishiyama (KPJ) 10,8 %                                                |                                                     | KDP                                                 |
| Kyōto                         | 4         | Keirō Kitagami                                                            |                                                                           | Unabh.                                                                    | Keirō Kitagami (Unabh.) 51,3 % Hideyuki Tanaka (LDP – Kōmei) 30,1 % Kōichi Yoshida (KPJ) 18,7 %                                                                       |                                                     | Unabh.                                              |
| Kyōto                         | 5         | Tarō Honda                                                                |                                                                           | LDP                                                                       | Tarō Honda (LDP – Kōmei) 46,3 % Wakako Yamamoto (KDP) 26,1 % Takaya Michimoto (Ishin) 16,4 % Ken Yamauchi (KPJ) 11,2 %                                                |                                                     | LDP                                                 |
| Kyōto                         | 6         | Kazunori Yamanoi                                                          |                                                                           | KDP                                                                       | Kazunori Yamanoi (KDP) 40,1 % Hiromichi Sonosaki (LDP – Kōmei) 26,8 % Hideki Nakajima (Ishin) 15,9 %                                                                  |                                                     | KDP                                                 |
| Osaka                         | 1         | Hidetaka Inoue                                                            |                                                                           | Ishin                                                                     | Hidetaka Inoue (Ishin) 48,2 % Hiroyuki Ōnishi (LDP – Kōmei) 26,6 % Yoshinori Takeuchi (KPJ) 12,9 % Chisato Miyade (Sansei) 12,2 %                                     |                                                     | Ishin                                               |
| Osaka                         | 2         | Tadashi Morishima                                                         |                                                                           | Ishin                                                                     | Tadashi Morishima (Ishin) 44,2 % Akira Satō (LDP – Kōmei) 30,2 % Yōta Ogawa (KPJ) 12,4 %                                                                              |                                                     | Ishin                                               |
| Osaka                         | 3         | Shigeki Satō                                                              |                                                                           | Kōmei                                                                     | Tōru Azuma (Ishin) 41,3 % Shigeki Satō (Kōmei – LDP) 28,9 % Hitoshi Hagihara (KDP) 12,7 % Yui Watanabe (KPJ) 12,3 %                                                   |                                                     | Ishin                                               |
| Osaka                         | 4         | Teruo Minobe                                                              |                                                                           | Ishin                                                                     | Teruo Minobe (Ishin) 43,1 % Yasuhide Nakayama (LDP – Kōmei) 29,5 % Tadashi Shimizu (KPJ) 15,4 %                                                                       |                                                     | Ishin                                               |
| Osaka                         | 5         | Tōru Kunishige                                                            |                                                                           | Kōmei                                                                     | Satoshi Umemura (Ishin) 39,9 % Tōru Kunishige (Kōmei – LDP) 30,2 % Akiko Ōishi (ReiShin) 12,3 % Takeshi Miyamoto (KPJ) 11,2 %                                         |                                                     | Ishin                                               |
| Osaka                         | 6         | Shin’ichi Isa                                                             |                                                                           | Kōmei                                                                     | Kaoru Nishida (Ishin) 39,3 % Shin’ichi Isa (Kōmei – LDP) 34,9 % Yōko Fukutomo (KDP) 10,0 %                                                                            |                                                     | Ishin                                               |
| Osaka                         | 7         | Takemitsu Okushita                                                        |                                                                           | Ishin                                                                     | Takemitsu Okushita (Ishin) 44,5 % Naomi Tokashiki (LDP – Kōmei) 31,0 % Tatsuma Kawasoe (KPJ) 15,1 %                                                                   |                                                     | Ishin                                               |
| Osaka                         | 8 §       | Jōji Uruma                                                                |                                                                           | Ishin                                                                     | Jōji Uruma (Ishin) 36,6 % Keiichirō Kōrai (LDP – Kōmei) 28,8 % Masaki Hiraiwa (DVP) 17,5 % Setsuyo Hirakawa (KPJ) 10,5 %                                              |                                                     | Ishin                                               |
| Osaka                         | 9 §       | Yasushi Adachi                                                            |                                                                           | Ishin                                                                     | Kei Hagihara (Ishin) 42,6 % Shunpei Higashida (LDP – Kōmei) 31,5 % Yumiko Nagasaki (SDP) 14,0 % Makoto Kataoka (Sansei) 10,0 %                                        |                                                     | Ishin                                               |
| Osaka                         | 10        | Taku Ikeshita                                                             |                                                                           | Ishin                                                                     | Taku Ikeshita (Ishin) 44,1 % Kanako Otsuji (KDP) 32,7 % Yōnosuke Kanō (LDP – Kōmei) 23,2 %                                                                            |                                                     | Ishin                                               |
| Osaka                         | 11        | Hiroshi Nakatsuka                                                         |                                                                           | Ishin                                                                     | Hiroshi Nakatsuka (Ishin) 55,6 % Saya Ōtsuji (LDP – Kōmei) 28,7 % Manabu Kitao (KPJ) 15,8 %                                                                           |                                                     | Ishin                                               |
| Osaka                         | 12        | Fumitake Fujita                                                           |                                                                           | Ishin                                                                     | Fumitake Fujita (Ishin) 52,3 % Shinpei Kitakawa (LDP – Kōmei) 33,7 % Tōru Ōta (KPJ) 13,9 %                                                                            |                                                     | Ishin                                               |
| Osaka                         | 13        | Ryōhei Iwatani                                                            |                                                                           | Ishin                                                                     | Ryōhei Iwatani (Ishin) 41,9 % Kōichi Munekiyo (LDP – Kōmei) 36,5 % Ai Yahata (ReiShin) 11,8 %                                                                         |                                                     | Ishin                                               |
| Osaka                         | 14        | Hitoshi Aoyagi                                                            |                                                                           | Ishin                                                                     | Hitoshi Aoyagi (Ishin) 45,2 % Norifumi Shiokawa (LDP – Kōmei) 33,9 % Kōichi Naitō (KPJ) 12,6 %                                                                        |                                                     | Ishin                                               |
| Osaka                         | 15        | Yasuto Urano                                                              |                                                                           | Ishin                                                                     | Yasuto Urano (Ishin) 41,3 % Tomoaki Shimada (LDP – Kōmei) 33,2 % Takeshi Matsuura (KDP) 15,4 % Manabu Nakagawa (KPJ) 10,2 %                                           |                                                     | Ishin                                               |
| Osaka                         | 16        | Kazuo Kitagawa                                                            |                                                                           | Kōmei                                                                     | Masaki Kuroda (Ishin) 37,3 % Kanae Yamamoto (Kōmei – LDP) 32,7 % Hiroyuki Moriyama (KDP) 30,0 %                                                                       |                                                     | Ishin                                               |
| Osaka                         | 17        | Nobuyuki Baba                                                             |                                                                           | Ishin                                                                     | Nobuyuki Baba (Ishin) 52,3 % Shōhei Okashita (LDP – Kōmei) 29,2 % Kumiko Sawada (KPJ) 18,5 %                                                                          |                                                     | Ishin                                               |
| Osaka                         | 18        | Takashi Endō                                                              |                                                                           | Ishin                                                                     | Takashi Endō (Ishin) 51,2 % Takatsugu Uchida (LDP – Kōmei) 23,8 % Hideki Baba (KPJ) 14,2 % Yoshinori Matsuoka (Sansei) 10,8 %                                         |                                                     | Ishin                                               |
| Osaka                         | 19        | Nobuhisa Itō                                                              |                                                                           | Ishin                                                                     | Nobuhisa Itō (Ishin) 45,2 % Tomu Tanigawa (LDP – Kōmei) 41,8 % Miki Kitamura (KPJ) 13,0 %                                                                             |                                                     | Ishin                                               |
| Hyōgo                         | 1         | Nobuhiko Isaka                                                            |                                                                           | KDP                                                                       | Nobuhiko Isaka (KDP – DVP, SDP) 43,9 % Masahito Moriyama (LDP – Kōmei) 22,0 % Yūichirō Ichitani (Ishin) 16,0 %                                                        |                                                     | KDP                                                 |
| Hyōgo                         | 2         | Kazuyoshi Akaba                                                           |                                                                           | Kōmei                                                                     | Kazuyoshi Akaba (Kōmei – LDP) 37,2 % Keishi Abe (Ishin) 25,6 % Jirō Funakawa (KDP) 21,1 %                                                                             |                                                     | Kōmei                                               |
| Hyōgo                         | 3         | Yoshihiro Seki                                                            |                                                                           | LDP                                                                       | Yoshihiro Seki (LDP – Kōmei) 36,8 % Kōichi Mukoyama (DVP – KDP) 27,4 % Yūichirō Wada (Ishin) 25,7 % Kenji Katō (KPJ) 10,1 %                                           |                                                     | LDP                                                 |
| Hyōgo                         | 4         | Hisayuki Fujii                                                            |                                                                           | LDP                                                                       | Hisayuki Fujii (LDP – Kōmei) 45,2 % Mao Imaizumi (KDP – DVP, SDP) 29,1 % Masayuki Akaba (Ishin) 19,0 %                                                                |                                                     | LDP                                                 |
| Hyōgo                         | 5 §       | Kōichi Tani                                                               |                                                                           | LDP                                                                       | Kōichi Tani (LDP – Kōmei) 46,0 % Noya Tamura (KDP – DVP, SDP) 28,4 % Ryōta Endō (Ishin) 25,6 %                                                                        |                                                     | LDP                                                 |
| Hyōgo                         | 6 §       | Kōichirō Ichimura                                                         |                                                                           | Ishin                                                                     | Shū Sakurai (KDP – DVP, SDP) 33,2 % Masaki Ōgushi (LDP – Kōmei) 29,3 % Kōichirō Ichimura (Ishin) 25,1 %                                                               |                                                     | KDP                                                 |
| Hyōgo                         | 7         | Kenji Yamada                                                              |                                                                           | LDP                                                                       | Kenji Yamada (LDP – Kōmei) 32,6 % Kee Miki (Ishin) 29,3 % Satoru Okada (KDP – DVP, SDP) 24,7 %                                                                        |                                                     | LDP                                                 |
| Hyōgo                         | 8         | Hiromasa Nakano                                                           |                                                                           | Kōmei                                                                     | Hiromasa Nakano (Kōmei – LDP) 38,3 % Junko Tokuyasu (Ishin) 32,1 % Jun Komura (KPJ) 14,3 %                                                                            |                                                     | Kōmei                                               |
| Hyōgo                         | 9         | Yasutoshi Nishimura                                                       |                                                                           | Unabh.                                                                    | Yasutoshi Nishimura (Unabh. – Kōmei) 45,6 % Keigo Hashimoto (KDP – SDP) 36,4 % Kiichirō Kako (Ishin) 13,1 %                                                           |                                                     | Unabh.                                              |
| Hyōgo                         | 10        | Kisaburō Tokai                                                            |                                                                           | LDP                                                                       | Kisaburō Tokai (LDP – Kōmei) 41,7 % Keiko Oki (KDP – DVP, SDP) 24,4 % Kenji Horii (Ishin) 18,1 %                                                                      |                                                     | LDP                                                 |
| Hyōgo                         | 11        | Takeaki Matsumoto                                                         |                                                                           | LDP                                                                       | Takeaki Matsumoto (LDP – Kōmei) 48,5 % Hiroki Sumiyoshi (Ishin) 32,2 %                                                                                                |                                                     | LDP                                                 |
| Hyōgo                         | 12        | Tsuyoshi Yamaguchi                                                        |                                                                           | LDP                                                                       | Tsuyoshi Yamaguchi (LDP – Kōmei) 49,0 % Kōtarō Ikehata (Ishin) 38,2 %                                                                                                 |                                                     | LDP                                                 |
| Nara                          | 1         | Sumio Mabuchi                                                             |                                                                           | KDP                                                                       | Sumio Mabuchi (KDP) 39,0 % Shigeki Kobayashi (LDP – Kōmei) 31,6 % Atsushi Takano (Ishin) 18,7 %                                                                       |                                                     | KDP                                                 |
| Nara                          | 2         | Sanae Takaichi                                                            |                                                                           | LDP                                                                       | Sanae Takaichi (LDP – Kōmei) 60,2 % Mitsunori Ozaki (KDP) 17,0 % Chika Hattori (Ishin) 16,1 %                                                                         |                                                     | LDP                                                 |
| Nara                          | 3         | Taidō Tanose                                                              |                                                                           | LDP                                                                       | Taidō Tanose (LDP – Kōmei) 49,2 % Yasushi Kawato (KDP) 22,3 % Daisuke Haraayama (Ishin) 17,6 % Atushi Ōta (KPJ) 10,9 %                                                |                                                     | LDP                                                 |
| Wakayama                      | 1 §       | Yumi Hayashi                                                              |                                                                           | Ishin                                                                     | Daichi Yamamoto (LDP) 36,2 % Yumi Hayashi (Ishin) 36,2 % Noriatsu Murakami (KDP) 12,8 %                                                                               |                                                     | LDP                                                 |
| Wakayama                      | 2 §       | Masatoshi Ishida                                                          |                                                                           | LDP                                                                       | Hiroshige Sekō (Unabh.) 44,0 % Nobuyasu Nikai (LDP) 30,8 % Yūko Shinko (KDP) 14,3 %                                                                                   |                                                     | Unabh.                                              |
| Wakayama                      | 3 §       | Toshihiro Nikai                                                           |                                                                           | LDP                                                                       | (abgeschafft) | (abgeschafft)                                       | (abgeschafft)                                       |
| Tottori                       | 1         | Shigeru Ishiba                                                            |                                                                           | LDP                                                                       | Shigeru Ishiba (LDP – Kōmei) 85,1 % Hiroyuki Asakura (KDP – SDP) 9,9 %                                                                                                |                                                     | LDP                                                 |
| Tottori                       | 2         | Ryōsei Akazawa                                                            |                                                                           | LDP                                                                       | Ryōsei Akazawa (LDP – Kōmei) 61,8 % Shunji Yuhara (KDP – SDP) 33,1 %                                                                                                  |                                                     | LDP                                                 |
| Shimane                       | 1 §       | Akiko Kamei                                                               |                                                                           | KDP                                                                       | Akiko Kamei (KDP) 51,1 % Emiko Takagai (LDP – Kōmei) 44,0 % |                                                     | KDP                                                 |
| Shimane                       | 2 §       | Yasuhiro Takami                                                           |                                                                           | LDP                                                                       | Yasuhiro Takami (LDP – Kōmei) 60,8 % Satoko Ōtsuka (KDP) 30,0 % |                                                     | LDP                                                 |
| Okayama                       | 1 §       | Ichirō Aisawa                                                             |                                                                           | LDP                                                                       | Ichirō Aisawa (LDP – Kōmei) 42,0 % Kensuke Harada (KDP) 31,9 % Yūji Sasaki (DVP) 13,7 %                                                                               |                                                     | LDP                                                 |
| Okayama                       | 2 §       | Takashi Yamashita                                                         |                                                                           | LDP                                                                       | Takashi Yamashita (LDP – Kōmei) 47,7 % Keisuke Tsumura (KDP) 45,9 %                                                                                                   |                                                     | LDP                                                 |
| Okayama                       | 3 §       | Shōjirō Hiranuma                                                          |                                                                           | LDP                                                                       | Katsunobu Katō (LDP – Kōmei) 64,6 % Tomoko Hata (KDP) 28,9 % |                                                     | LDP                                                 |
| Okayama                       | 4 §       | Gaku Hashimoto                                                            |                                                                           | LDP                                                                       | Michiyoshi Yunoki (KDP) 50,3 % Gaku Hashimoto (LDP – Kōmei) 42,6 % |                                                     | KDP                                                 |
| Okayama                       | 5 §       | Katsunobu Katō                                                            |                                                                           | LDP                                                                       | (abgeschafft) | (abgeschafft)                                       | (abgeschafft)                                       |
| Hiroshima                     | 1 §       | Fumio Kishida                                                             |                                                                           | LDP                                                                       | Fumio Kishida (LDP – Kōmei) 52,4 % Kōichi Hiramoto (KDP) 24,2 % Hajime Yamada (Ishin) 14,0 %                                                                          |                                                     | LDP                                                 |
| Hiroshima                     | 2 §       | Hiroshi Hiraguchi                                                         |                                                                           | LDP                                                                       | Hiroshi Hiraguchi (LDP – Kōmei) 45,0 % Gen Fukuda (DVP) 33,6 % Masataka Kaneshiro (Ishin) 11,9 %                                                                      |                                                     | LDP                                                 |
| Hiroshima                     | 3 §       | Tetsuo Saitō                                                              |                                                                           | Kōmei                                                                     | Tetsuo Saitō (Kōmei – LDP) 47,2 % Katsuya Azuma (KDP) 39,2 % |                                                     | Kōmei                                               |
| Hiroshima                     | 4 §       | Masayoshi Shintani                                                        |                                                                           | LDP                                                                       | Seiki Soramoto (Ishin) 50,6 % Minoru Terada (LDP – Kōmei) 49,4 % |                                                     | Ishin                                               |
| Hiroshima                     | 5 §       | Minoru Terada                                                             |                                                                           | LDP                                                                       | Kōji Satō (KDP – SDP) 53,4 % Toshifumi Kojima (LDP – Kōmei) 39,4 % |                                                     | KDP                                                 |
| Hiroshima                     | 6 §       | Kōji Satō                                                                 |                                                                           | KDP                                                                       | Fumiaki Kobayashi (LDP – Kōmei) 60,1 % Shin’ya Inoue (KDP) 32,4 % |                                                     | LDP                                                 |
| Hiroshima                     | 7 §       | Fumiaki Kobayashi                                                         |                                                                           | LDP                                                                       | (abgeschafft) | (abgeschafft)                                       | (abgeschafft)                                       |
| Yamaguchi                     | 1 §       | Masahiro Kōmura                                                           |                                                                           | LDP                                                                       | Masahiro Kōmura (LDP – Kōmei) 54,3 % Fumiko Sakamoto (KDP) 21,9 % Kiyoshi Noda (DVP) 17,3 %                                                                           |                                                     | LDP                                                 |
| Yamaguchi                     | 2 §       | Nobuchiyo Kishi                                                           |                                                                           | LDP                                                                       | Nobuchiyo Kishi (LDP – Kōmei) 50,4 % Hideo Hiraoka (KDP) 49,6 % |                                                     | LDP                                                 |
| Yamaguchi                     | 3 §       | Yoshimasa Hayashi                                                         |                                                                           | LDP                                                                       | Yoshimasa Hayashi (LDP – Kōmei) 69,7 % Hirofumi Itō (Ishin) 19,4 % Masako Fukiage (KPJ) 10,9 %                                                                        |                                                     | LDP                                                 |
| Yamaguchi                     | 4 §       | Shinji Yoshida                                                            |                                                                           | LDP                                                                       | (abgeschafft) | (abgeschafft)                                       | (abgeschafft)                                       |
| Tokushima                     | 1         | Hirobumi Niki                                                             |                                                                           | LDP                                                                       | Hirobumi Niki (LDP – Kōmei) 49,9 % Ei Takahashi (KDP) 32,0 % Tomoyo Yoshida (Ishin) 11,8 %                                                                            |                                                     | LDP                                                 |
| Tokushima                     | 2         | Shun’ichi Yamaguchi                                                       |                                                                           | LDP                                                                       | Shun’ichi Yamaguchi (LDP – Kōmei) 43,9 % Kamon Iizumi (Unabh. – DVP) 41,0 %                                                                                           |                                                     | LDP                                                 |
| Kagawa                        | 1         | Jun’ya Ogawa                                                              |                                                                           | KDP                                                                       | Jun’ya Ogawa (KDP) 51,3 % Takuya Hirai (LDP – Kōmei) 32,2 % |                                                     | KDP                                                 |
| Kagawa                        | 2         | Yūichirō Tamaki                                                           |                                                                           | DVP                                                                       | Yūichirō Tamaki (DVP) 66,4 % Takakazu Seto (LDP – Kōmei) 28,8 % |                                                     | DVP                                                 |
| Kagawa                        | 3         | Keitarō Ōno                                                               |                                                                           | LDP                                                                       | Keitarō Ōno (LDP – Kōmei) 55,1 % Hiromi Ōoka (KDP) 26,3 % Shūhei Hosokawa (Ishin) 14,0 %                                                                              |                                                     | LDP                                                 |
| Ehime                         | 1 §       | Akihisa Shiozaki                                                          |                                                                           | LDP                                                                       | Akihisa Shiozaki (LDP – Kōmei) 54,0 % Tomoe Ishii (DVP) 24,8 % Yoshimichi Kōsokabe (KDP) 16,3 %                                                                       |                                                     | LDP                                                 |
| Ehime                         | 2 §       | Seiichirō Murakami                                                        |                                                                           | LDP                                                                       | Yōichi Shiraishi (KDP) 51,2 % Takumi Ihara (LDP – Kōmei) 40,1 % |                                                     | KDP                                                 |
| Ehime                         | 3 §       | Takumi Ihara                                                              |                                                                           | LDP                                                                       | Junji Hasegawa (LDP – Kōmei) 62,1 % Kiyosumi Ochi (KDP) 30,7 % |                                                     | LDP                                                 |
| Ehime                         | 4 §       | Junji Hasegawa                                                            |                                                                           | LDP                                                                       | (abgeschafft) | (abgeschafft)                                       | (abgeschafft)                                       |
| Kōchi                         | 1         | Gen Nakatani                                                              |                                                                           | LDP                                                                       | Gen Nakatani (LDP – Kōmei) 61,5 % Norio Takeuchi (KDP) 38,5 % |                                                     | LDP                                                 |
| Kōchi                         | 2         | Masanao Ozaki                                                             |                                                                           | LDP                                                                       | Masanao Ozaki (LDP – Kōmei) 70,3 % Yuriko Hamakawa (KPJ) 29,7 % |                                                     | LDP                                                 |
| Fukuoka                       | 1 §       | Takahiro Inoue                                                            |                                                                           | LDP                                                                       | Takahiro Inoue (LDP – Kōmei) 35,2 % Keisuke Maruo (KDP) 27,7 % Gōsei Yamamoto (Ishin) 17,2 %                                                                          |                                                     | LDP                                                 |
| Fukuoka                       | 2         | Makoto Oniki                                                              |                                                                           | LDP                                                                       | Shūji Inatomi (KDP) 41,9 % Makoto Oniki (LDP – Kōmei) 36,8 % |                                                     | KDP                                                 |
| Fukuoka                       | 3         | Atsushi Koga                                                              |                                                                           | LDP                                                                       | Atsushi Koga (LDP) 41,2 % Genki Nieda (KDP) 28,5 % Hidetoshi Seo (Ishin) 10,1 %                                                                                       |                                                     | LDP                                                 |
| Fukuoka                       | 4 §       | Hideki Miyauchi                                                           |                                                                           | LDP                                                                       | Hideki Miyauchi (LDP – Kōmei) 33,6 % Ryōtarō Konomi (DVP) 19,9 % Hiroki Abe (Ishin) 16,9 % Motoaki Yoshimatsu (Unabh.) 14,2 %                                         |                                                     | LDP                                                 |
| Fukuoka                       | 5         | Kaname Tsutsumi                                                           |                                                                           | KDP                                                                       | Wataru Kurihara (LDP – Kōmei) 42,9 % Kaname Tsutsumi (KDP) 34,0 % |                                                     | LDP                                                 |
| Fukuoka                       | 6         | Jirō Hatoyama                                                             |                                                                           | LDP                                                                       | Jirō Hatoyama (LDP – Kōmei) 48,5 % Masahiko Kondō (DVP) 25,9 % Kenta Fukunari (Ishin) 12,5 %                                                                          |                                                     | LDP                                                 |
| Fukuoka                       | 7         | Satoshi Fujimaru                                                          |                                                                           | LDP                                                                       | Satoshi Fujimaru (LDP – Kōmei) 56,9 % Akihisa Kameda (KDP) 34,2 % |                                                     | LDP                                                 |
| Fukuoka                       | 8         | Tarō Asō                                                                  |                                                                           | LDP                                                                       | Tarō Asō (LDP) 57,0 % Shōko Kawano (KPJ) 21,9 % Toshifumi Morita (Unabh.) 21,2 %                                                                                      |                                                     | LDP                                                 |
| Fukuoka                       | 9         | Rintarō Ogata                                                             |                                                                           | Unabh.                                                                    | Rintarō Ogata (Unabh.) 57,3 % Asato Mihara (Unabh. – Kōmei) 28,0 % |                                                     | Unabh.                                              |
| Fukuoka                       | 10        | Takashi Kii                                                               |                                                                           | KDP                                                                       | Takashi Kii (KDP) 38,6 % Haruka Yoshimura (LDP – Kōmei) 29,1 % Jinto Ōishi (Unabh.) 20,4 %                                                                            |                                                     | KDP                                                 |
| Fukuoka                       | 11        | Ryōta Takeda                                                              |                                                                           | LDP                                                                       | Tomonobu Murakami (Ishin) 45,0 % Ryōta Takeda (LDP – Kōmei) 43,3 % Reiko Shiki (SDP) 11,7 %                                                                           |                                                     | Ishin                                               |
| Saga                          | 1         | Kazuhiro Haraguchi                                                        |                                                                           | KDP                                                                       | Kazuhiro Haraguchi (KDP) 54,7 % Kazuchika Iwata (LDP – Kōmei) 45,3 %                                                                                                  |                                                     | KDP                                                 |
| Saga                          | 2         | Hiroshi Ōgushi                                                            |                                                                           | KDP                                                                       | Hiroshi Ōgushi (KDP) 51,2 % Yasushi Furukawa (LDP – Kōmei) 41,0 % |                                                     | KDP                                                 |
| Nagasaki                      | 1 §       | Hideko Nishioka                                                           |                                                                           | DVP                                                                       | Hideko Nishioka (DVP) 52,5 % Hirofumi Shimojō (LDP – Kōmei) 29,0 % |                                                     | DVP                                                 |
| Nagasaki                      | 2 §       | Ryūshō Katō                                                               |                                                                           | LDP                                                                       | Ryūshō Katō (LDP – Kōmei) 46,3 % Katsuhiko Yamada (KDP) 39,5 % |                                                     | LDP                                                 |
| Nagasaki                      | 3 §       | Katsuhiko Yamada                                                          |                                                                           | KDP                                                                       | Yōzō Kaneko (LDP – Kōmei) 50,9 % Seiichi Suetsugu (KDP) 38,3 % Shōichirō Inoue (Ishin) 10,8 %                                                                         |                                                     | LDP                                                 |
| Nagasaki                      | 4 §       | Yōzō Kaneko                                                               |                                                                           | LDP                                                                       | (abgeschafft) | (abgeschafft)                                       | (abgeschafft)                                       |
| Kumamoto                      | 1         | Minoru Kihara                                                             |                                                                           | LDP                                                                       | Minoru Kihara (LDP) 55,1 % Shintarō Deguchi (KDP) 32,2 % |                                                     | LDP                                                 |
| Kumamoto                      | 2         | Daisuke Nishino                                                           |                                                                           | LDP                                                                       | Daisuke Nishino (LDP – Kōmei) 69,3 % Akane Kondo (Sansei) 17,5 % Konomi Okuda (KPJ) 13,2 %                                                                            |                                                     | LDP                                                 |
| Kumamoto                      | 3         | Tetsushi Sakamoto                                                         |                                                                           | LDP                                                                       | Tetsushi Sakamoto (LDP – Kōmei) 63,9 % Rika Hashimoto (SDP) 22,0 % |                                                     | LDP                                                 |
| Kumamoto                      | 4         | Yasushi Kaneko                                                            |                                                                           | LDP                                                                       | Yasushi Kaneko (LDP – Kōmei) 58,3 % Masayoshi Yagami (Ishin) 24,1 % Yukiko Sasamoto (KDP) 17,6 %                                                                      |                                                     | LDP                                                 |
| Ōita                          | 1         | Shūji Kira                                                                |                                                                           | Unabh.                                                                    | Shūji Kira (Unabh. – DVP) 49,1 % Hiroaki Etō (LDP – Kōmei) 35,8 % |                                                     | Unabh.                                              |
| Ōita                          | 2         | Seishirō Etō                                                              |                                                                           | LDP                                                                       | Ken Hirose (Unabh.) 42,5 % Hajime Yoshikawa (KDP – DVP) 38,8 % Seishirō Etō (LDP – Kōmei) 18,7 %                                                                      |                                                     | Unabh.                                              |
| Ōita                          | 3         | Takeshi Iwaya                                                             |                                                                           | LDP                                                                       | Takeshi Iwaya (LDP – Kōmei) 55,2 % Kayako Kobayashi (KDP) 38,1 % |                                                     | LDP                                                 |
| Miyazaki                      | 1         | Sō Watanabe                                                               |                                                                           | KDP                                                                       | Sō Watanabe (KDP – SDP) 46,6 % Shunsuke Takei (LDP – Kōmei) 28,9 % Itsuki Toyama (Ishin) 14,5 % Yuka Shigei (Sansei) 10,0 %                                           |                                                     | KDP                                                 |
| Miyazaki                      | 2         | Taku Etō                                                                  |                                                                           | LDP                                                                       | Taku Etō (LDP – Kōmei) 52,3 % Shinji Nagatomo (DVP) 43,4 % |                                                     | LDP                                                 |
| Miyazaki                      | 3         | Yoshihisa Furukawa                                                        |                                                                           | LDP                                                                       | Yoshihisa Furukawa (LDP – Kōmei) 79,2 % Hatsuyo Shinmura (KPJ) 20,8 %                                                                                                 |                                                     | LDP                                                 |
| Kagoshima                     | 1         | Takuma Miyaji                                                             |                                                                           | LDP                                                                       | Hiroshi Kawauchi (KDP) 46,0 % Takuma Miyaji (LDP – Kōmei) 44,5 % |                                                     | KDP                                                 |
| Kagoshima                     | 2         | Satoshi Mitazono                                                          |                                                                           | Unabh.                                                                    | Satoshi Mitazono (Unabh.) 45,9 % Hirotake Yasuoka (LDP – Kōmei) 31,3 % Kentarō Tsuji (Ishin) 11,2 %                                                                   |                                                     | Unabh.                                              |
| Kagoshima                     | 3         | Takeshi Noma                                                              |                                                                           | KDP                                                                       | Takeshi Noma (KDP) 58,3 % Yasuhiro Ozato (LDP – Kōmei) 41,7 % |                                                     | KDP                                                 |
| Kagoshima                     | 4         | Hiroshi Moriyama                                                          |                                                                           | LDP                                                                       | Hiroshi Moriyama (LDP – Kōmei) 72,0 % Mitsunori Yamauchi (SDP) 28,0 %                                                                                                 |                                                     | LDP                                                 |
| Okinawa                       | 1         | Seiken Akamine                                                            |                                                                           | KPJ                                                                       | Seiken Akamine (KPJ) 38,1 % Kōnosuke Kokuba (LDP – Kōmei) 32,2 % Mikio Shimoji (Unabh.) 22,6 %                                                                        |                                                     | KPJ                                                 |
| Okinawa                       | 2         | Kunio Arakaki                                                             |                                                                           | SDP                                                                       | Kunio Arakaki (SDP) 42,0 % Masahisa Miyazaki (LDP – Kōmei) 32,5 % Noboru Akamine (Ishin) 15,8 %                                                                       |                                                     | SDP                                                 |
| Okinawa                       | 3         | Aiko Shimajiri                                                            |                                                                           | LDP                                                                       | Aiko Shimajiri (LDP – Kōmei) 46,7 % Tomohiro Yara (KDP) 45,5 % |                                                     | LDP                                                 |
| Okinawa                       | 4         | Kōsaburō Nishime                                                          |                                                                           | LDP                                                                       | Kōsaburō Nishime (LDP – Kōmei) 43,4 % Tōru Kinjō (KDP) 33,4 % Hitoshi Yamakawa (ReiShin) 14,4 %                                                                       |                                                     | LDP                                                 |
| Summe                         | 289       | LDP 182 KDP 60 Ishin 18 DVP 4 Sonst. 11 (Kōmei 9, KPJ 1, SDP 1) Unabh. 14 | LDP 182 KDP 60 Ishin 18 DVP 4 Sonst. 11 (Kōmei 9, KPJ 1, SDP 1) Unabh. 14 | LDP 182 KDP 60 Ishin 18 DVP 4 Sonst. 11 (Kōmei 9, KPJ 1, SDP 1) Unabh. 14 | LDP 38,5 %, 132 Sitze KDP 29,0 %, 104 Sitze Ishin 11,2 %, 23 Sitze DVP 4,3 %, 11 Sitze Sonst. 12,3 %, 7 Sitze (Kōmei 4, KPJ 1, SDP 1, Hoshu 1) Unabh. 4,7 %, 12 Sitze | LDP −50 KDP +44 Ishin +5 DVP +7 Sonst. −4 Unabh. −2 | LDP −50 KDP +44 Ishin +5 DVP +7 Sonst. −4 Unabh. −2 |